# Скульптура Таиланда

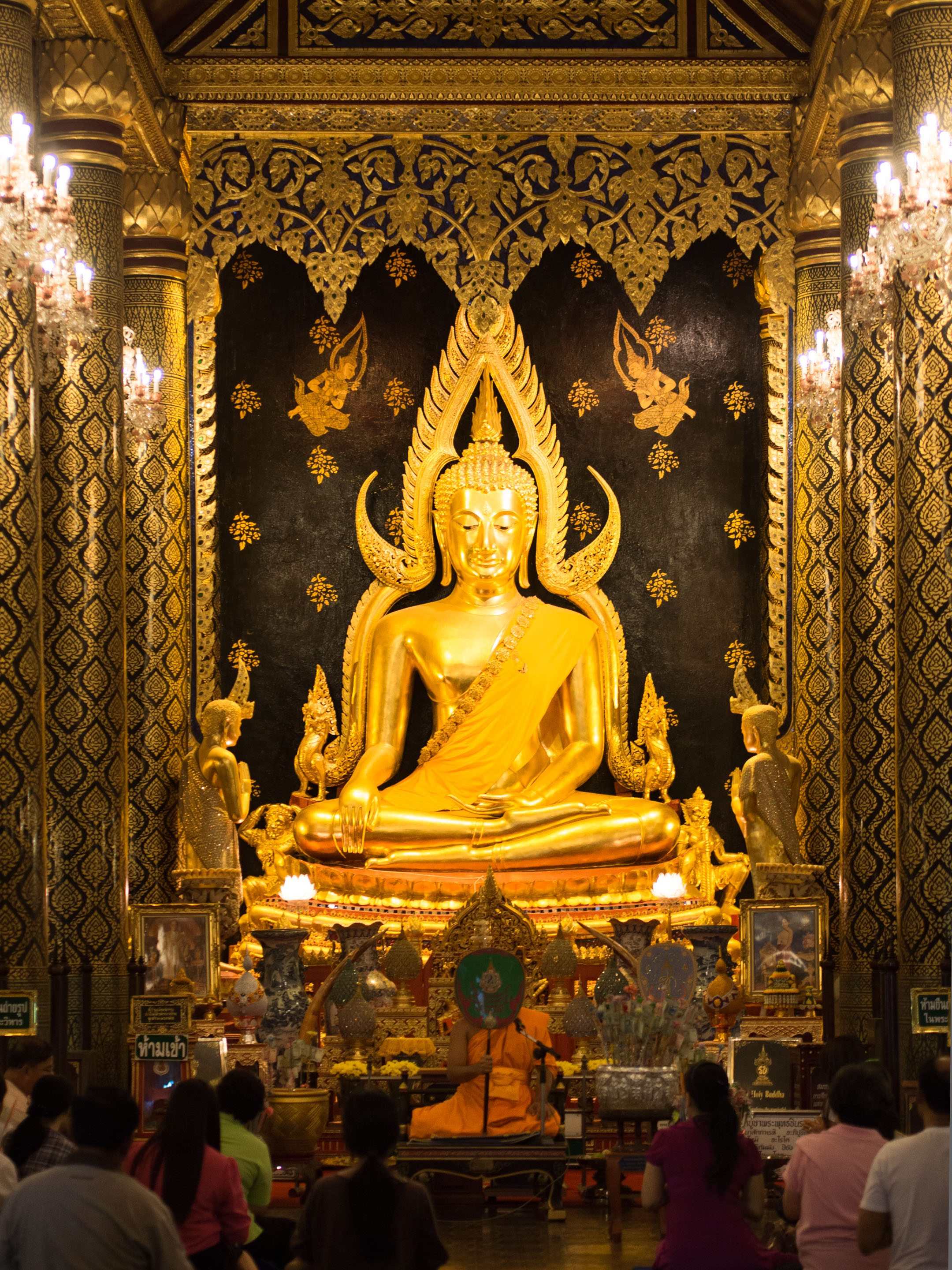
Скульптура Будды стиля Сукхотаи в провинции Пхитсанулок, Таиланд

Скульптура Таиланда в основном носит религиозный характер, поскольку около 94 % населения страны являются буддистами.
Буддизм отразился в тайской скульптуре. Все храмы в Таиланде украшены изображениями святого Будды. Традиционно скульптуры изготавливают из гипса, терракоты, камня, слоновой кости и бронзы. Святыня Таиланда — Будда изображается в различных канонических позах. Наиболее распространёнными позами являются: Будда в состоянии медитации (поза «лотоса»); Будда, призывающий Землю как свидетеля. В разных провинциях страны установлены памятники великим Королям Таиланда. Современные скульпторы работают в разных направлениях, не забывая и изображения Будды.

## История

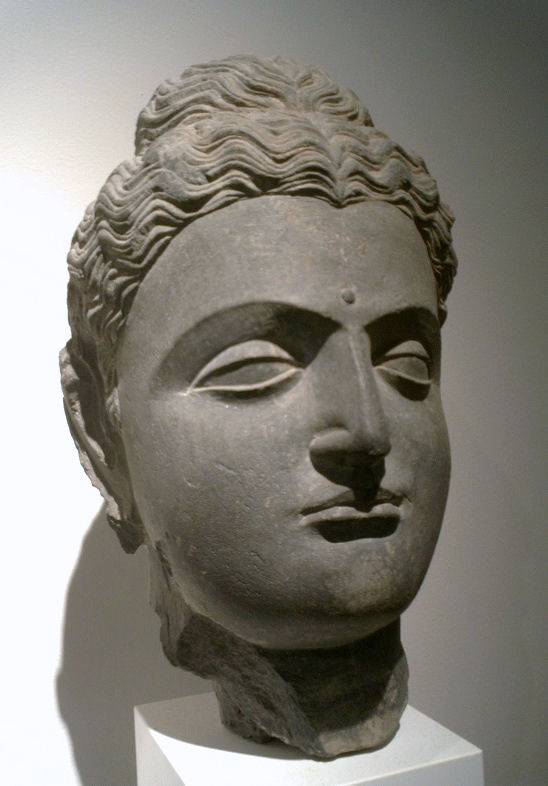
Голова Будды II век. Гандхара. Индия

Вместе с буддизмом скульпторы стран Юго-Восточной Азии переняли и искусство изображений Будды. Буддисты древней Индии в течение долгого времени отрицательно относились к возможности изображения Учителя. Первоначально присутствие на барельефах со сценами из жизни Будды обозначалось символически — каменным алтарём или скамейкой, отпечатками ног, ступами, колесом закона, деревом, обозначающие какое-либо событие в его жизни. Первые скульптурные изображения Будды в облике человека появились в начале I тыс. н. э. в Гандхаре или Матхуре. Эти изображения продолжали сочетаться с прежними символами. С этого времени Будда стал изображается только в виде человека, отмеченного печатью высшего предназначения. Неодинарность Будды подчеркивалась 32 признаками, включающими особые телесные признаки — длинные пальцы, бугор на голове (ушниша) и др. Канон изображений Будды сложился в Индии и состоял из трёх частей: анатомии Будды, позы и жеста рук. В Таиланде индийский канон был воспринят в его южно-индийском варианте.

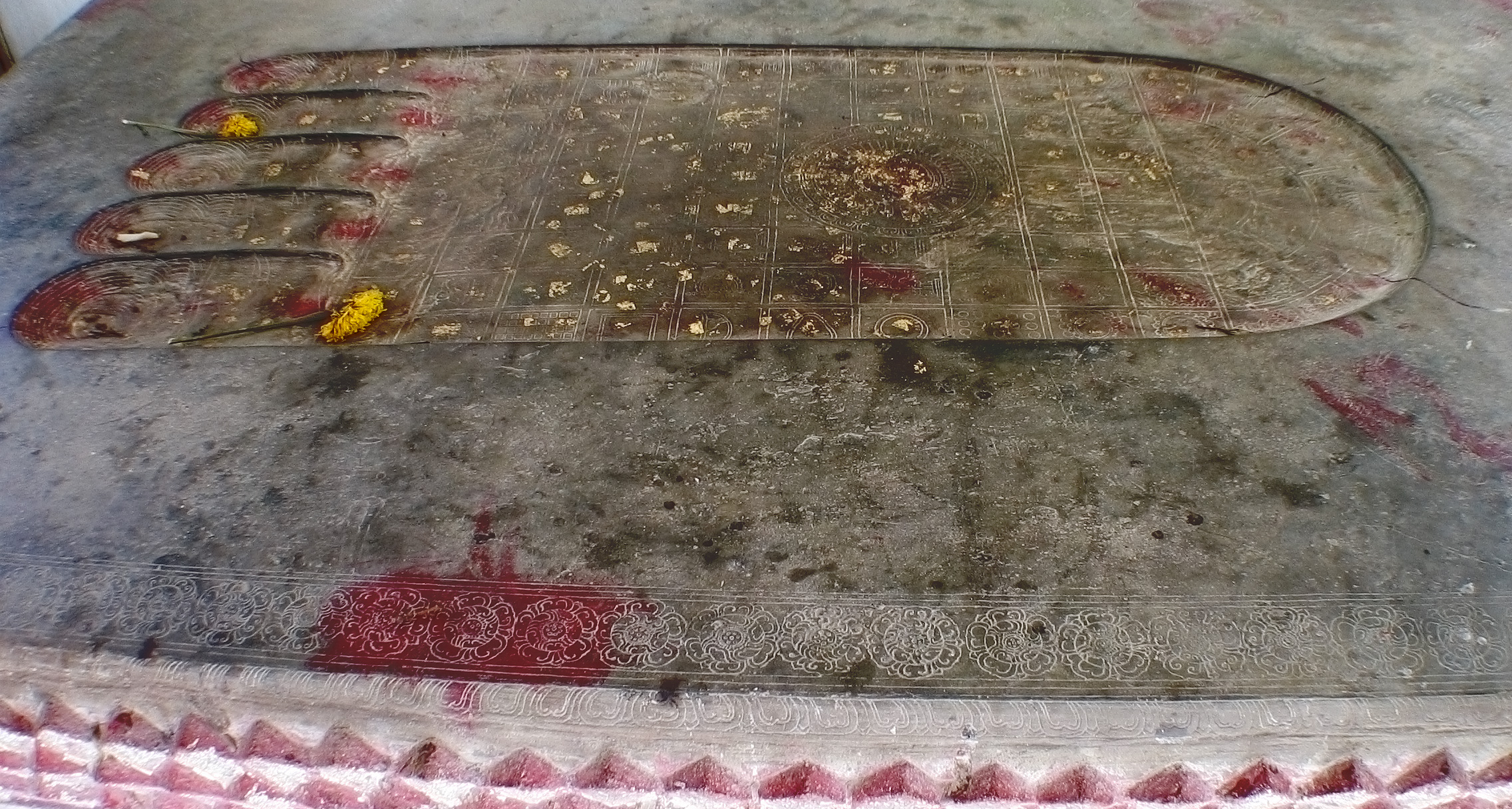
След Будды (школа Сукхотаи) в Ват Трапанг Тхонге. Исторический парк Сукхотаи, Таиланд

В настоящее время изображения Будды в Таиланде связано с заботами о благополучии и безопасности человека, его семьи, города и всего государства. По представлениям буддистов его изображения обладают огненной энергией, исходящей от макушки головы или позолоты, покрывающей тело. У разных городов существовала своя скульптура-заступница. Захват скульптуры неприятелем расценивался как поражение. Сила статуи Будды не считалась постоянной. К примеру, считалось, что магическая сила статуи «Сингальского Будды» уже 300 лет как выдохлась. И только в 1982 году к 200-летию династии Чакри в народе ожила вера в её энергию.
Одной из причин создания большого количества изваяний Будды в Таиланде была необходимость накапливать заслуги, свойственные буддистам. Создание скульптур Будды и предметов связанных с ним позволяло накапливать запас «добрых дел». От их количества зависело следующее перерождение верующего. При этом от богатого человека требовалась создание золотой статуя, а бедному засчитывался заказ на глиняную статуэтку. В монастыре главная большая статуя Будды размещается в святилище Убосоте со статуями меньшего размера, включающими также учеников Будды.
В Таиланде, как и в других странах Юго-Восточной Азии, существуют четыре типа скульптурных изображений Учителя: стоящий Будда, идущий Будда, сидящий Будда и лежащий Будда.
- Изображения лежащего Будды схожи друг с другом. Будда лежит на правом боку, согнутая в локте правая рука поддерживает голову.
- Будда сидит в двух основных позах. Поза «маравиджай» символизирует победу над демоном-искусителем Марой. В позе «маравиджай» Будда сидит со скрещёнными ногами, а его правая рука опирается на правое колено. Сидячая поза «самадхи» или «лотоса» показывает спокойствие и победу над страстями.

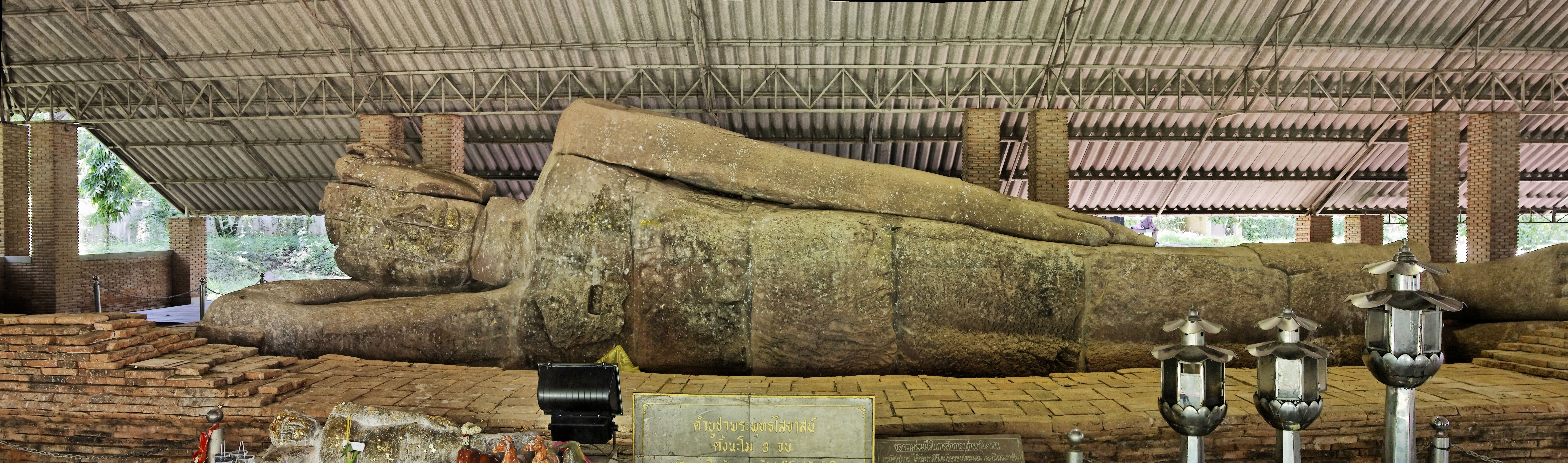
Статуя лежащего Будды, школа Дваравати
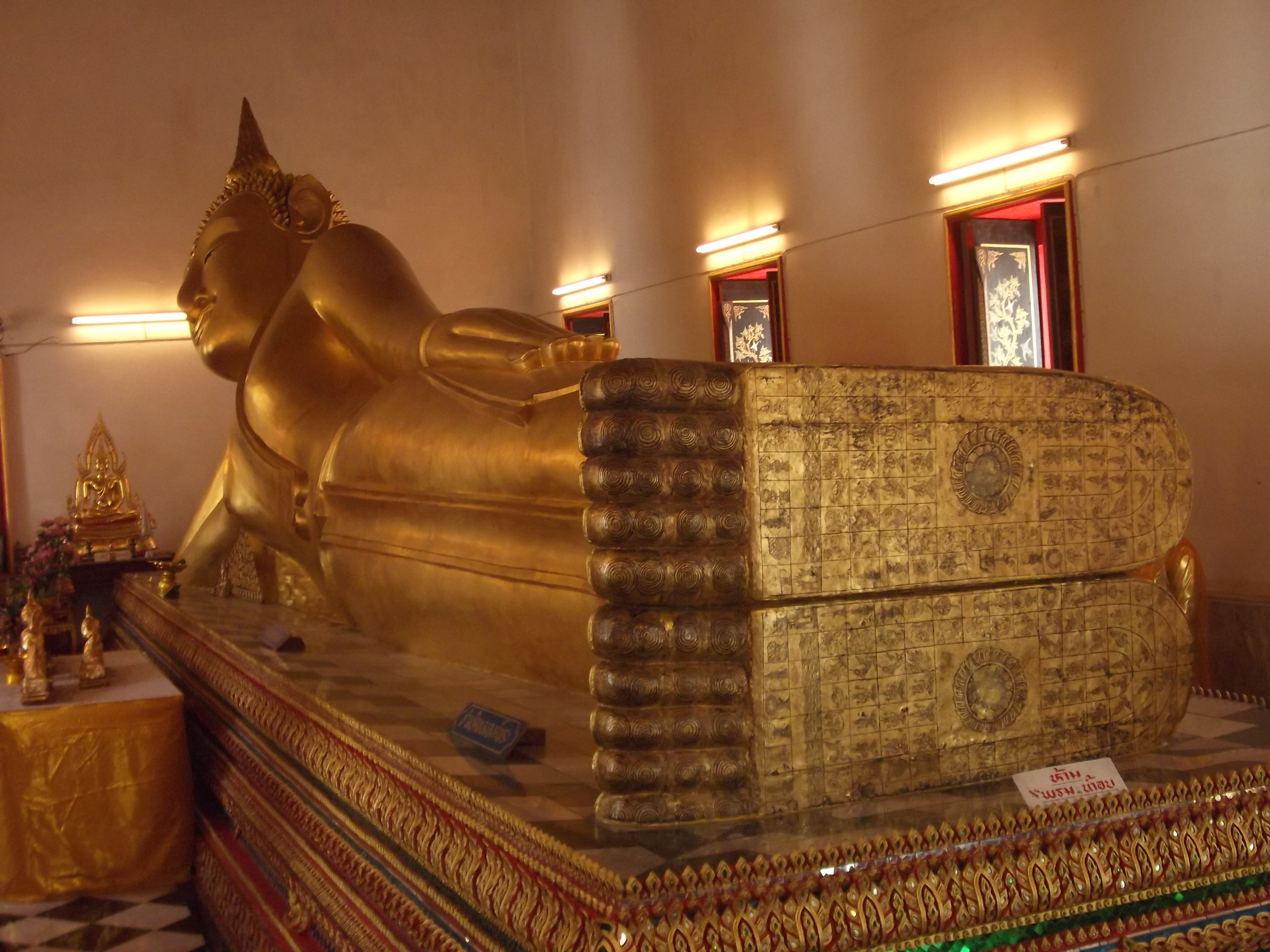
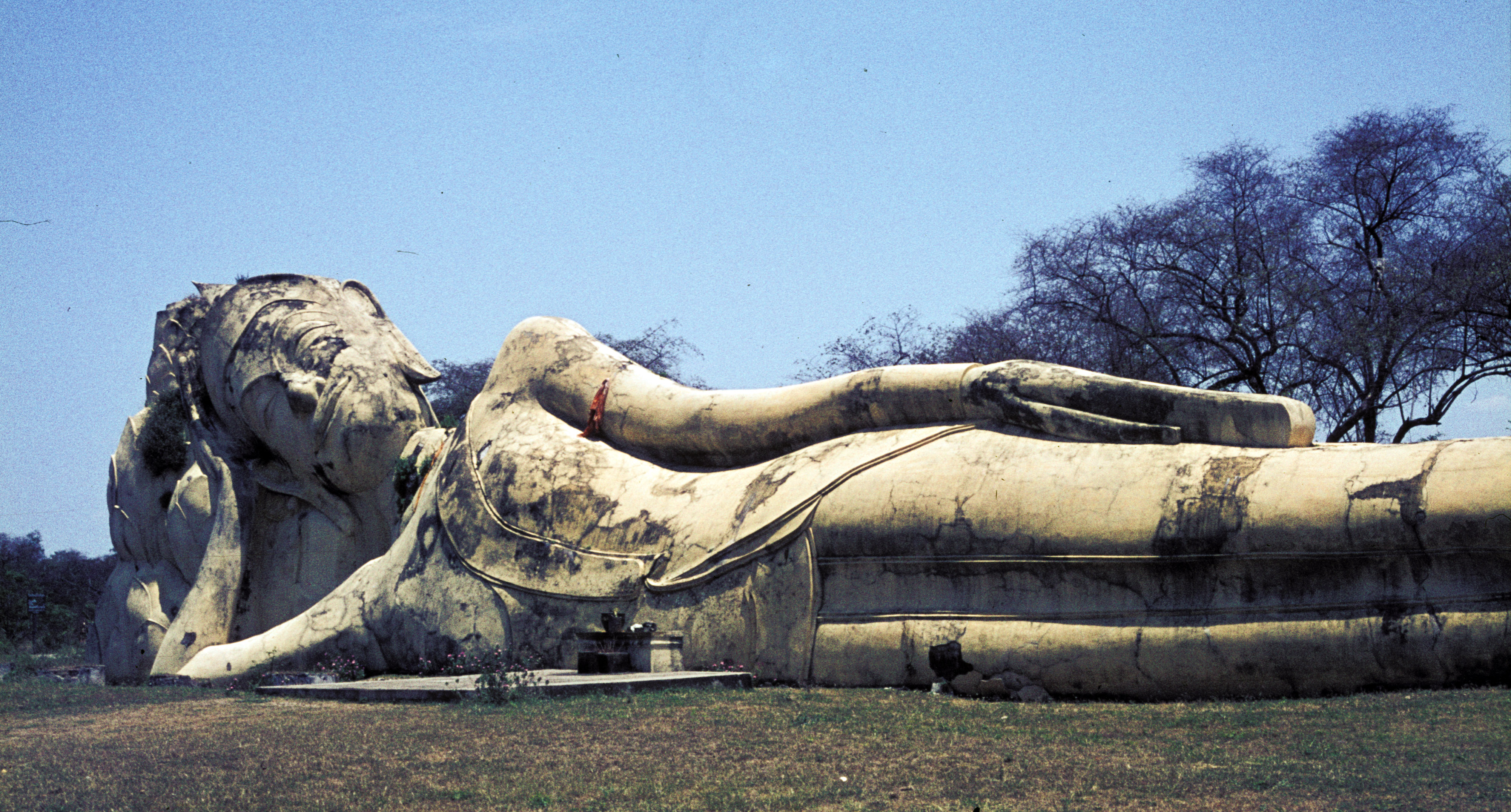
Статуя Будды, школы Аютии

Фигуры Будды отличаются мудрами (санскр. «жест»), то есть разными символичными положениями рук и пальцев:
- Жест Абхая-мудра (санскр. अभय, IAST: abhaya, букв. «без страха») — правая рука Будды согнута на груди, ладонь с прижатыми пальцами обращена наружу, левая рука покоится сбоку. В Таиланде с этой мудрой изображается ходящий Будда.
- Жест Варада-мудра (санскр. वरद, IAST: varada — левая рука полуопущена, ладонь раскрыта и направлена вниз. Варада-мудра часто используется в паре с абхая-мудрой.
- Жест Дхармачакра-мудра (санскр. धर्मचक्र, IAST: dharmacakra, «управление законом») — большой и указательный пальцы левой руки соприкасаются, изображая колесо Дхармы, три выпрямленных пальца символизируют три Драгоценности буддизма. Этот жест символизирует первую проповедь, когда Будда раскрыл ученикам Дхарму («повернул колесо Дхармы»).
- Жест Дхьяна-мудра (санскр. ध्यान, IAST: dhyāna, «медитация, концентрация») — руки находятся на коленях вверх ладонями. Жест символизирует самоуглубление.

Известны также: Бхумиспарша-мудра, Витарка-мудра, Ваджра-мудра, Варуна-мудра, Анджали-мудра и Дигдзуб-мудра с разным расположением рук и пальцев.

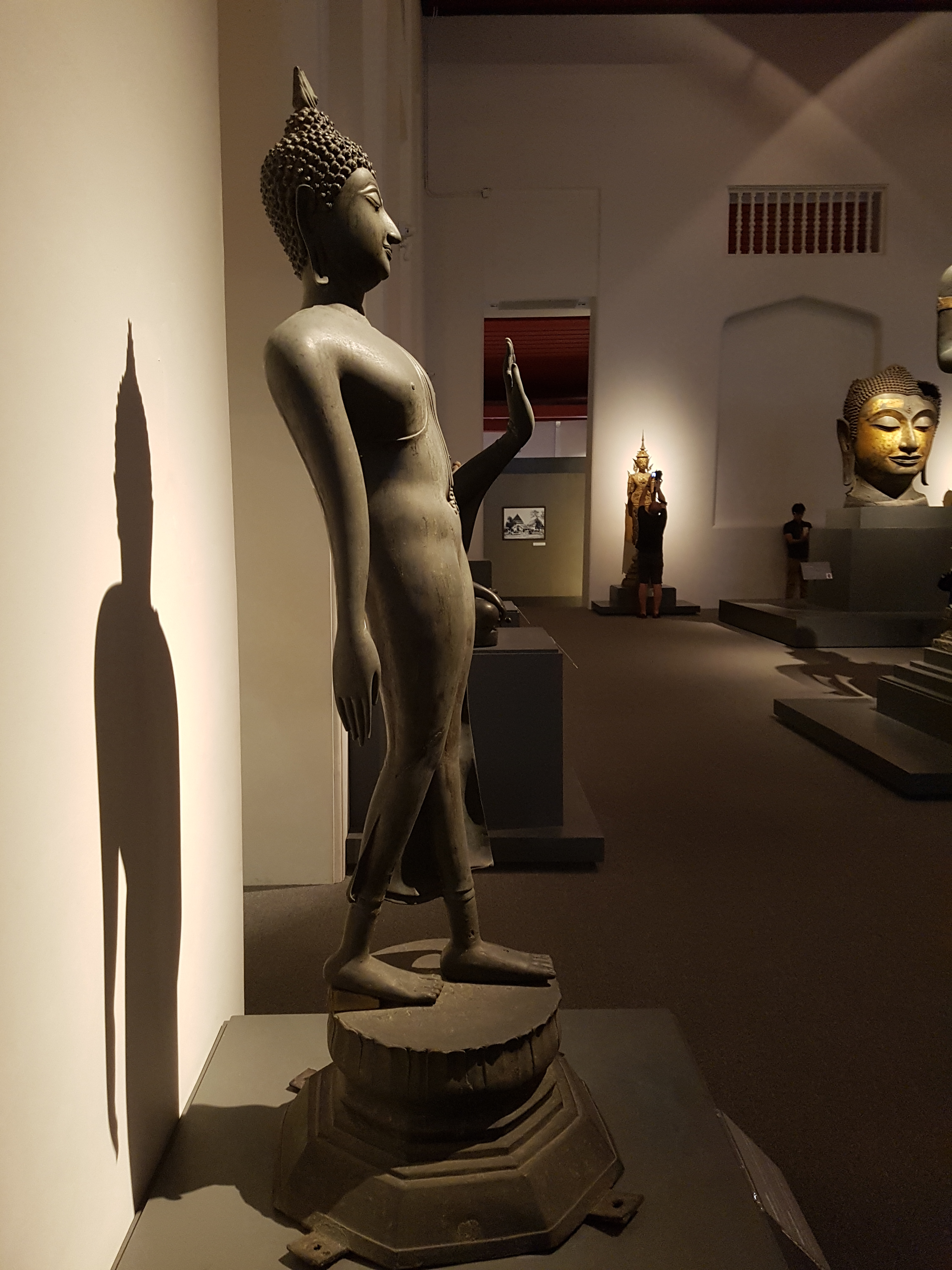
Идущий Будда. Национальный музей Бангкок
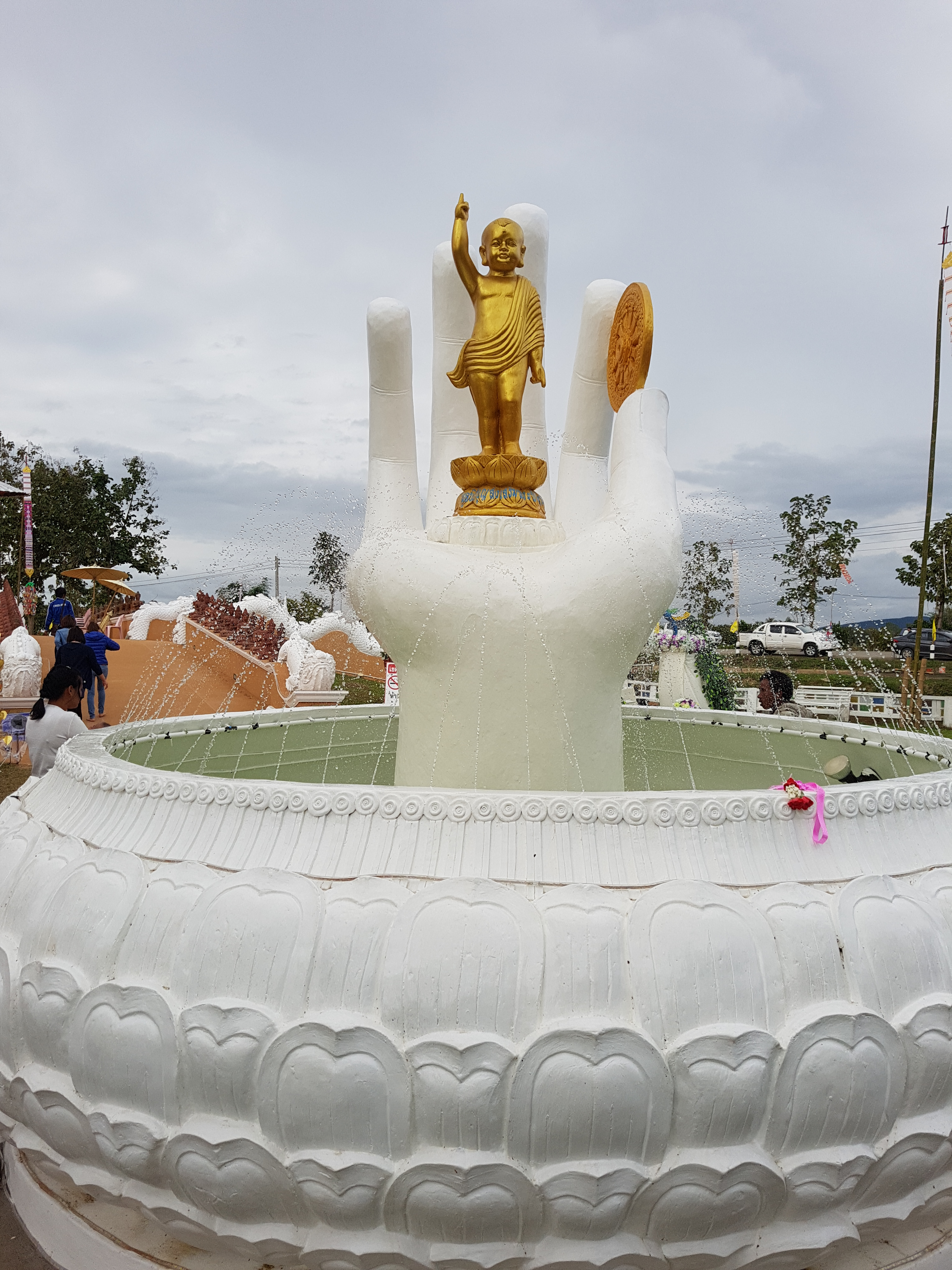
Будда Шакьямуни
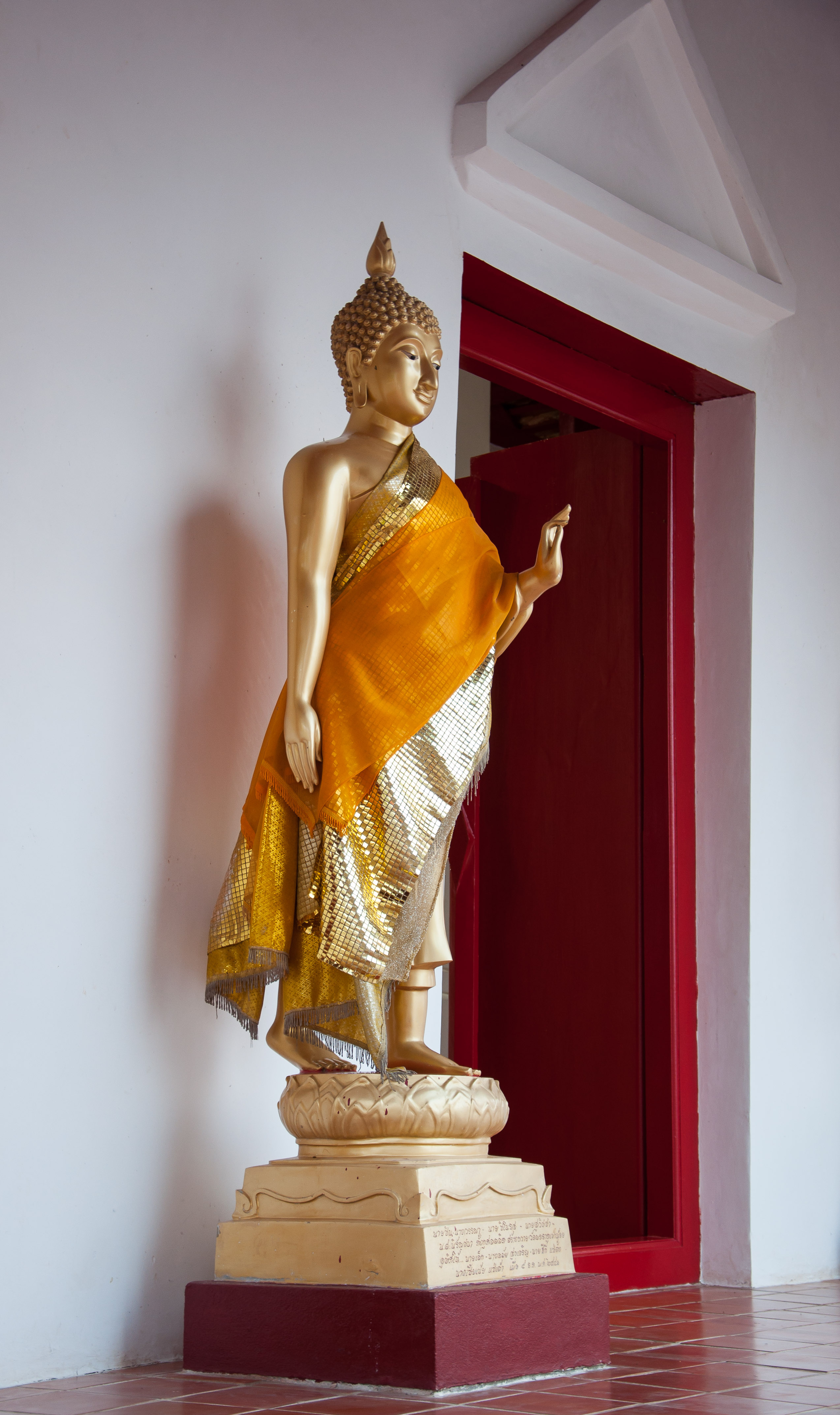
Идущий Будда.
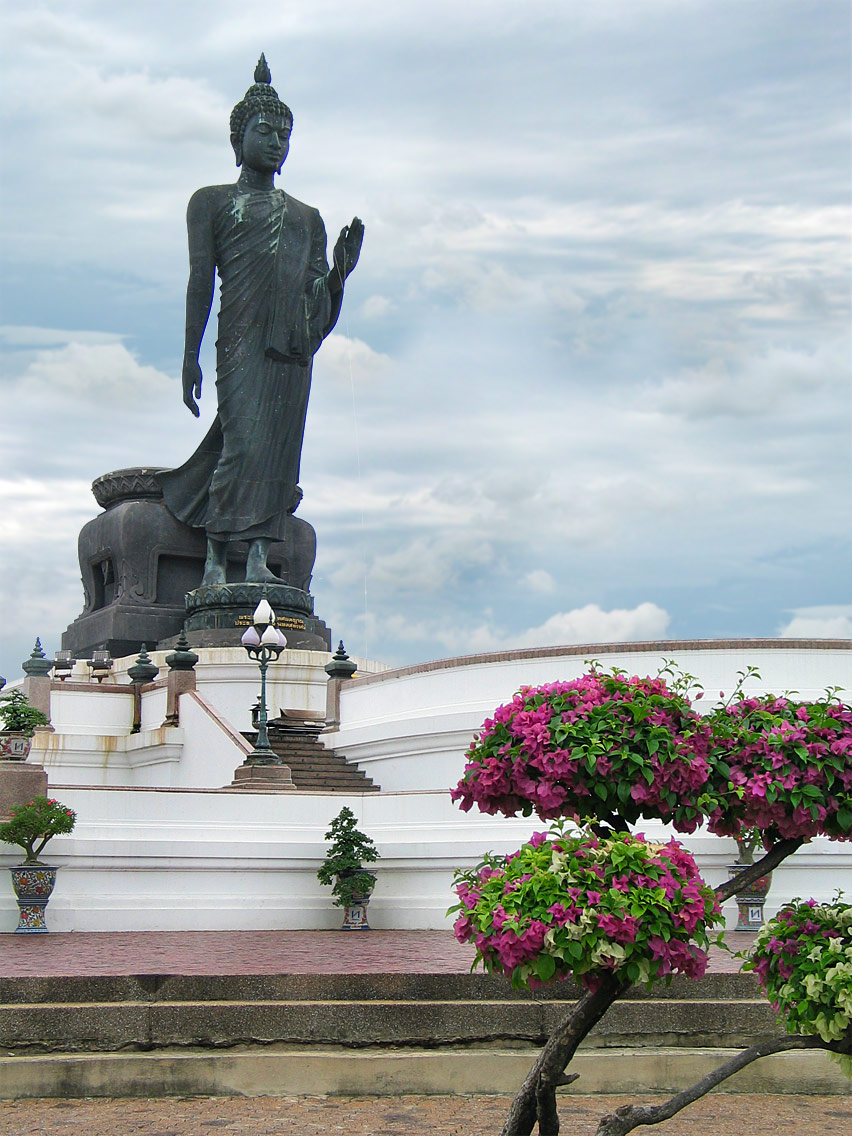
Идущий Будда.
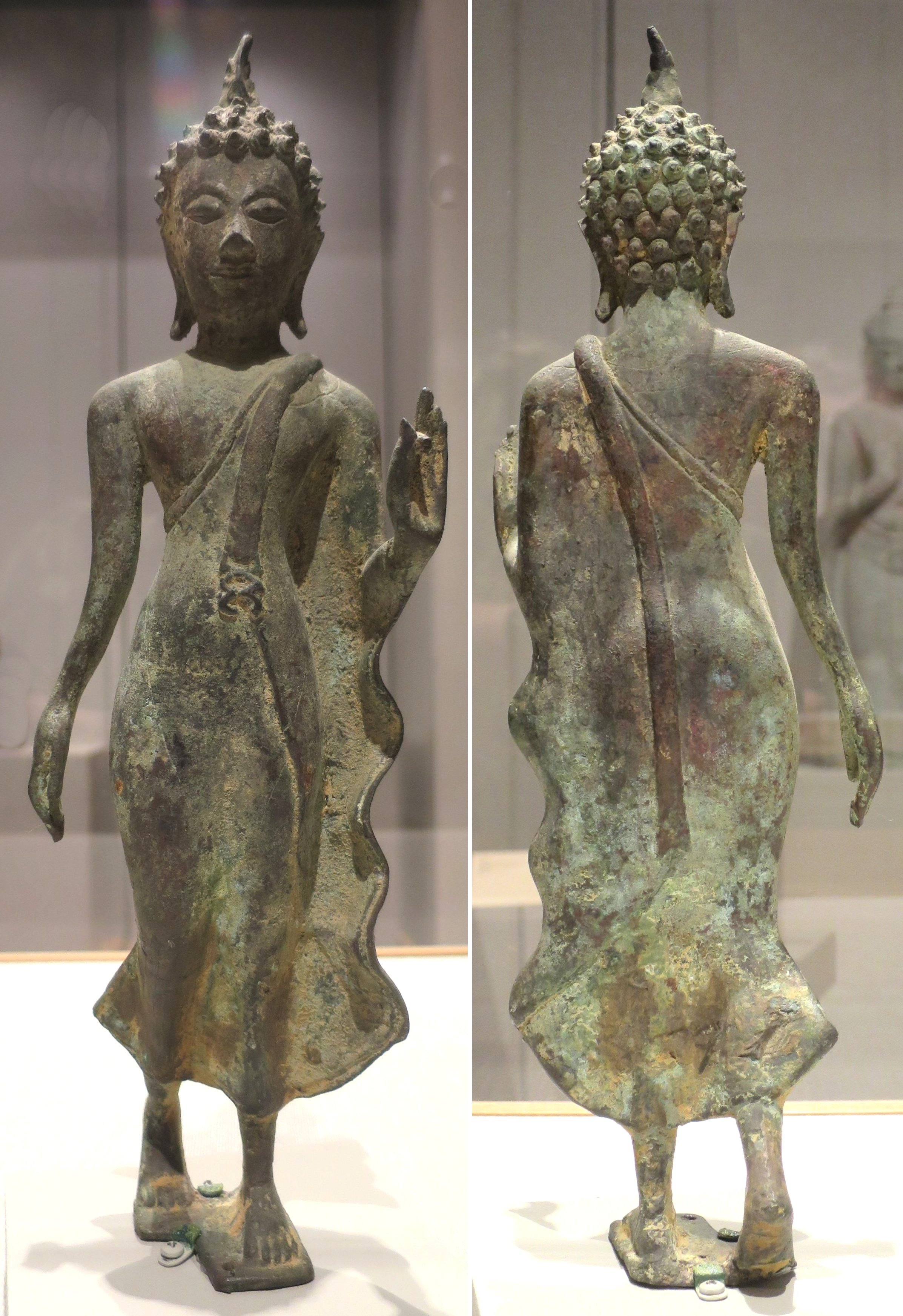
Идущий Будда.
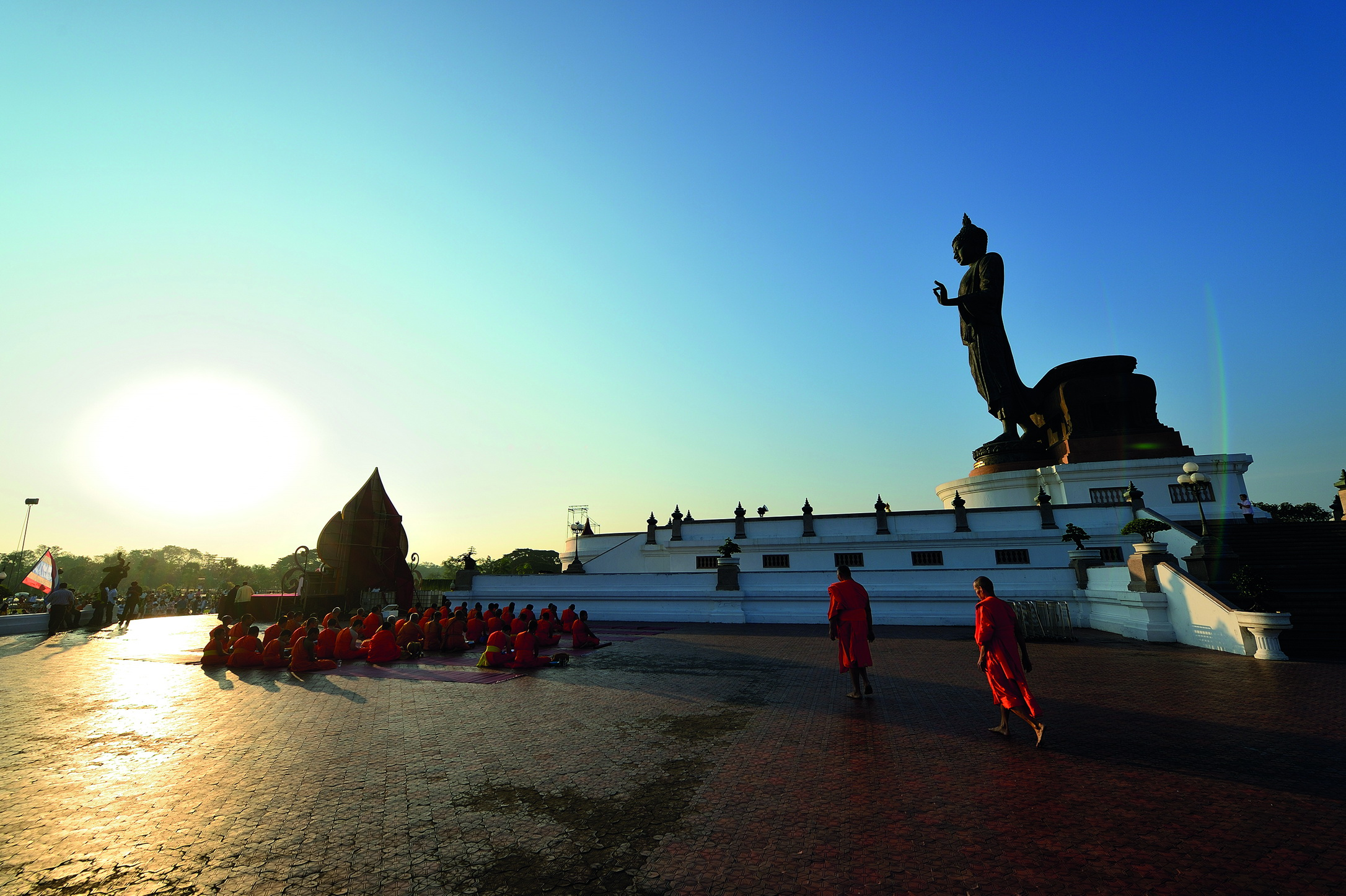
Идущий Будда.
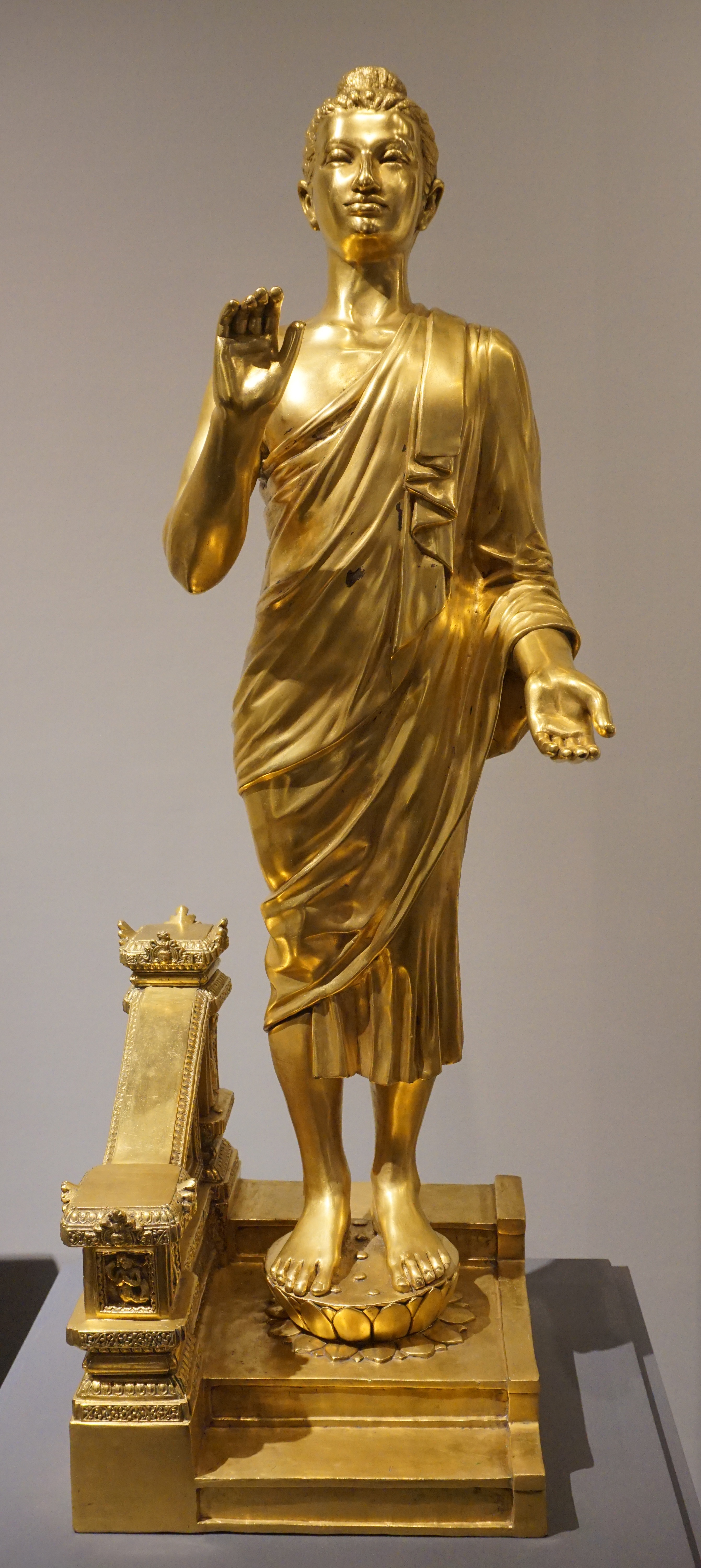
Идущий Будда.

Французский учёный Буасселье выделил в произведениях буддийской скульптуры Таиланда 8 школ:
- Школа раннего этапа (IV—VI века)
- Школа Дваравати (VII—XIII века)
- Школа Шривиджайи (VII—XIII века)
- Школа Лопбури (VII—XIV века)
- Школа Сукхотаи (XIII—XV века)
- Школа Ланна или Чиангм (XIII—XX века)
- Школа Аютии (XIV—XVIII века)
- Школа Тонбури и Бангкока (конец XVIII века и до настоящего времени). Более детальную схему классификации разработал тайский учёный Пирия Крадрик.

## Двараватийская скульптура

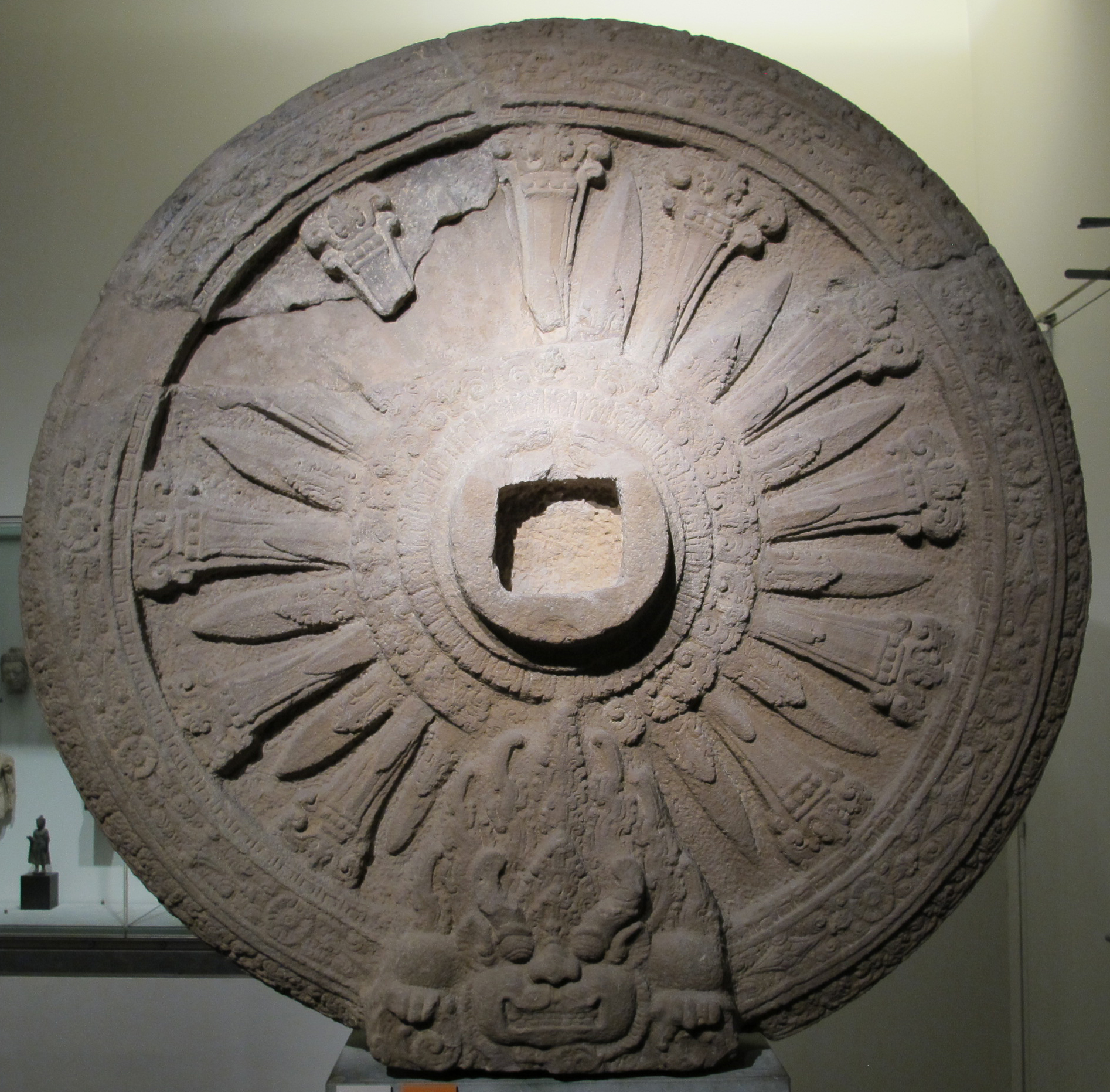
Таиланд, колесо закона. VIII—IX век

Буддийское государство Дваравати существовало в IV—XI веках на территории современного Центрального Таиланда. Название государства переводится как «многовратная», от найденных там монет, на которых на санскрите написано «śrī dvāravatī» («Шри с многими воротами»).
Двараватийская скульптура сложилась в VII—VIII веках в монском государстве под влиянием индийской культуры. Об этом свидетельствуют произведения скульпторов из камня и бронзы. В этот же период прекращается влияние Индии. Характерными произведениями скульпторов этого периода являются изображения стоящего Будды и колёс закона (Дхармачакры), выполненные в камне. Изображения Будды имели черты жителей этого государства: плоские лица, сросшиеся брови, выпуклые глаза, широкий нос, большой рот. Сидящим статуям Будды характерна поза со ступнями ног, поставленными на землю.
Искусство Дваравати достигло расцвета в VI—XI вв. н. э.

## Скульптура школа Шривиджайи

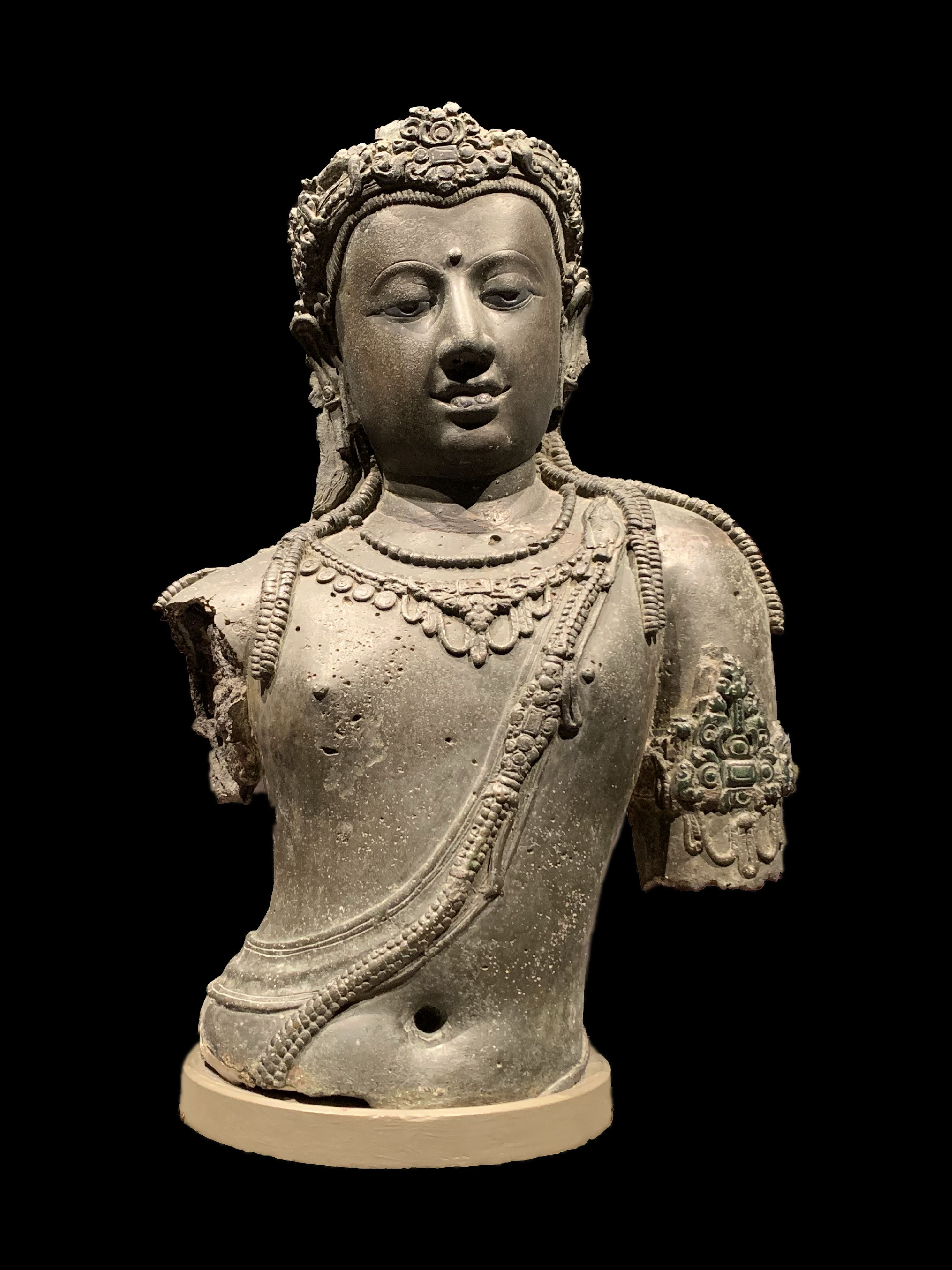
Бронзовая статуя школы Шривиджайи. VIII век. Национальный музей Бангкока, Таиланд

Шривиджая (кит. 三佛齐, 室利佛逝 200—1400) — древнее малайское царство с центром на острове Суматра. Создано около 200 до 500 гг. н. э., прекратило существование около 1400. В годы расцвета Шривиджая владела частью современного Таиланда.
Скульпторы школы Шривиджайи, находящейся на полуостровной части Таиланда, вдохновлённые буддистской школой Тхеравада, по традициям мастеров Центральной Явы, изготавливали небольшие статуи сидящего Будды. В эти же годы тайские мастера работали в индийских традициях.

## Скульптура школа Лопбури
Город Лопбури был столицей кхмерского государства на территории Таиланда в XI—XIII веках.
Однако школа Лопбури была создана на восточных окраинах Таиланда ещё до установления кхмерского господства в Центральном Таиланде — около VII века. Большая часть сохранившихся произведений школы датируется XI—XV веках, в восточных районах страны школа функционировала до XIX века. Основной материал для изготовления скульптур — камень и бронза.
Типичным изображением Будды школы Лопбури является короткое лицо с прямоугольным лицом и широким ртом, выражение лица — мужественное и суровое. В этот период создаются статуи сидящего в позе размышления Будды, иногда он сидит на семиглавом драконе Наге, свернувшемся кольцами. К памятникам школы Лопбури относятся индуистские изображения богов Шивы, Вишну и Висвакарма.

## Скульптура школы Сукхотаи

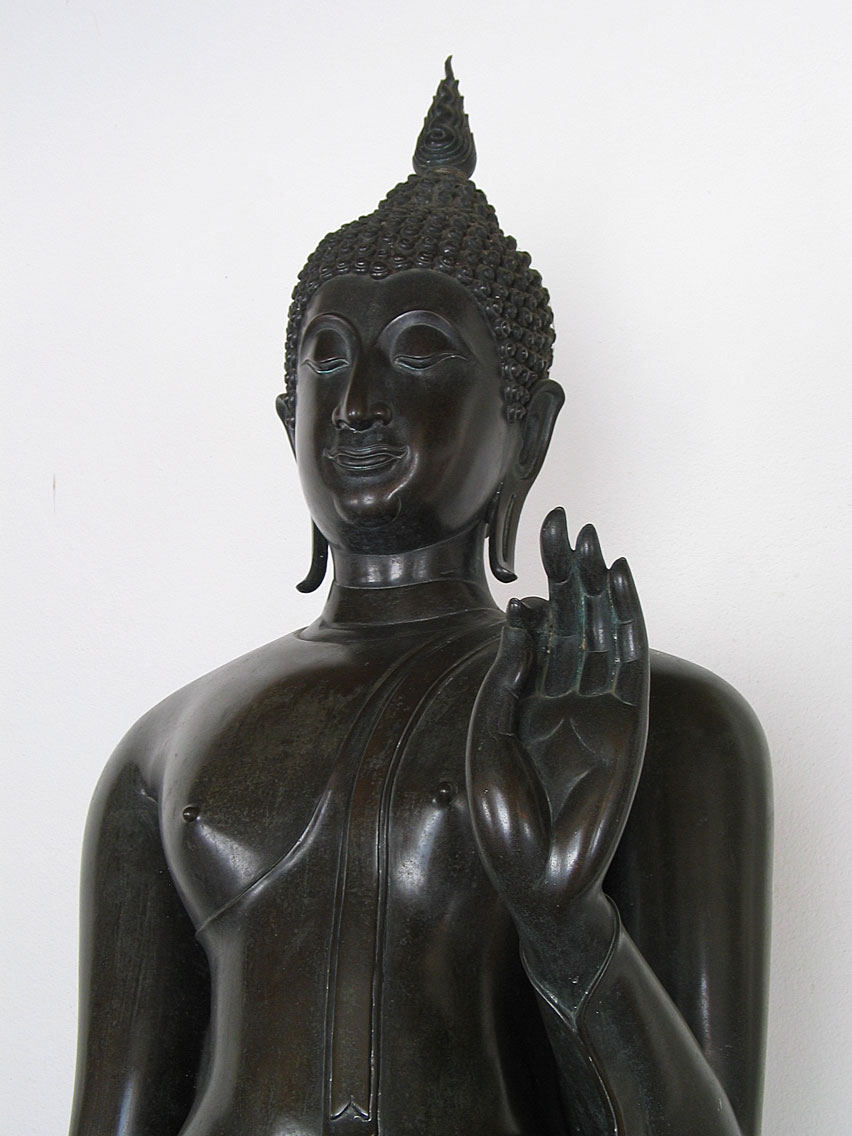
Будда школы Сукхотаи. Бангкок, Таиланд

Средневековое тайское государство Сукхотаи, располагалось в XIII—XV веках на территории современного Таиланда вокруг города Сукхотаи.
В XIII веке в Центральном Таиланде начинается массовое производство изображений Будды, характерных
для буддизма направления Тхеравада. В стране создаётся школа Сукхотаи (XIII—XVI век). В рамках школы выделяются два стиля — доклассический (до XIV в.) и позднеклассический (XV—XVI века). В этой школе создавались статуи Будды для храмов, для наружных ниш многоярусных пирамидальных буддийских ступ.
Скульптуры школы Сукхотаи стали изображать Будду, не как беспощадного человека, а как Высшее существо с женскими чертами. Появились скульптуры идущего Будды, сидящего Будды. Скульптурам свойственны оттенки таинственности и мистицизма. Из скульптур этого периода сохранился сидящий Будда в Ват Махатхат в Пхитсанулоке, ставший объектом паломничества и стоящий Будда в Пхуттамонтоне. Скульптура Будды в Пхитсанулоке сделана из бронзы с позолотой. Лежащие Будды представляли собой уложенные на правый бок статуи стоящих Будд.
Мастера школы Сукхотаи придали лицам изваяний Будды сиамские признаки.
Искусство Таиланда периода Сукхотаи считается его «золотым веком».
В эти же годы в центральной части Таиланда развился стиль, получивший название У Тонг. Скульптуры этого периода испытывали влияние кхмерского искусства и стиля Сукхотаи. Изображениям Будды этого периода свойственно воинственное выражение лица с квадратными пропорциями, свойственными мон-кхмерской группе. Формы тела упрощены. Признаками статуи Будды стиля У Тонг стала небольшая полоска, разделяющая волосы и лоб, удлинённая роба, спадающая с левого плеча и заканчивающаяся прямой, поза умиротворения злого духа Мары с опущенной вниз правой рукой и вогнутый пьедестал статуи.

## Скульптура школы Ланна

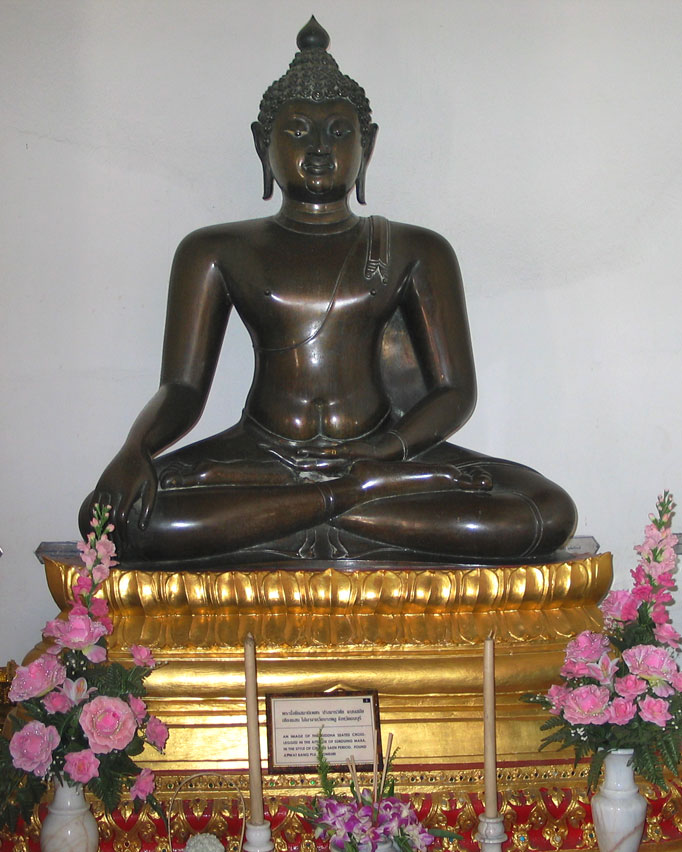
Будда школы Ланна. Бангкок, Таиланд

После основания в 1296 году на севере Таиланда Чиангмая у тайцев появляется скульптура с изображениями «львиного типа». Для создания скульптур были использованы разные материалы — от гипса и драгоценных металлов до чистого золота. Будда изображался сидящим с округлым лицом.
Образцом школы Ланна является скульптура сидящего Будды на золочёном троне.

## Скульптура школы Аютии
Тайское государство Аютия существовало с 1351 по 1767 год. Название Аютия (Аюттхая) происходит из языка санскрит.

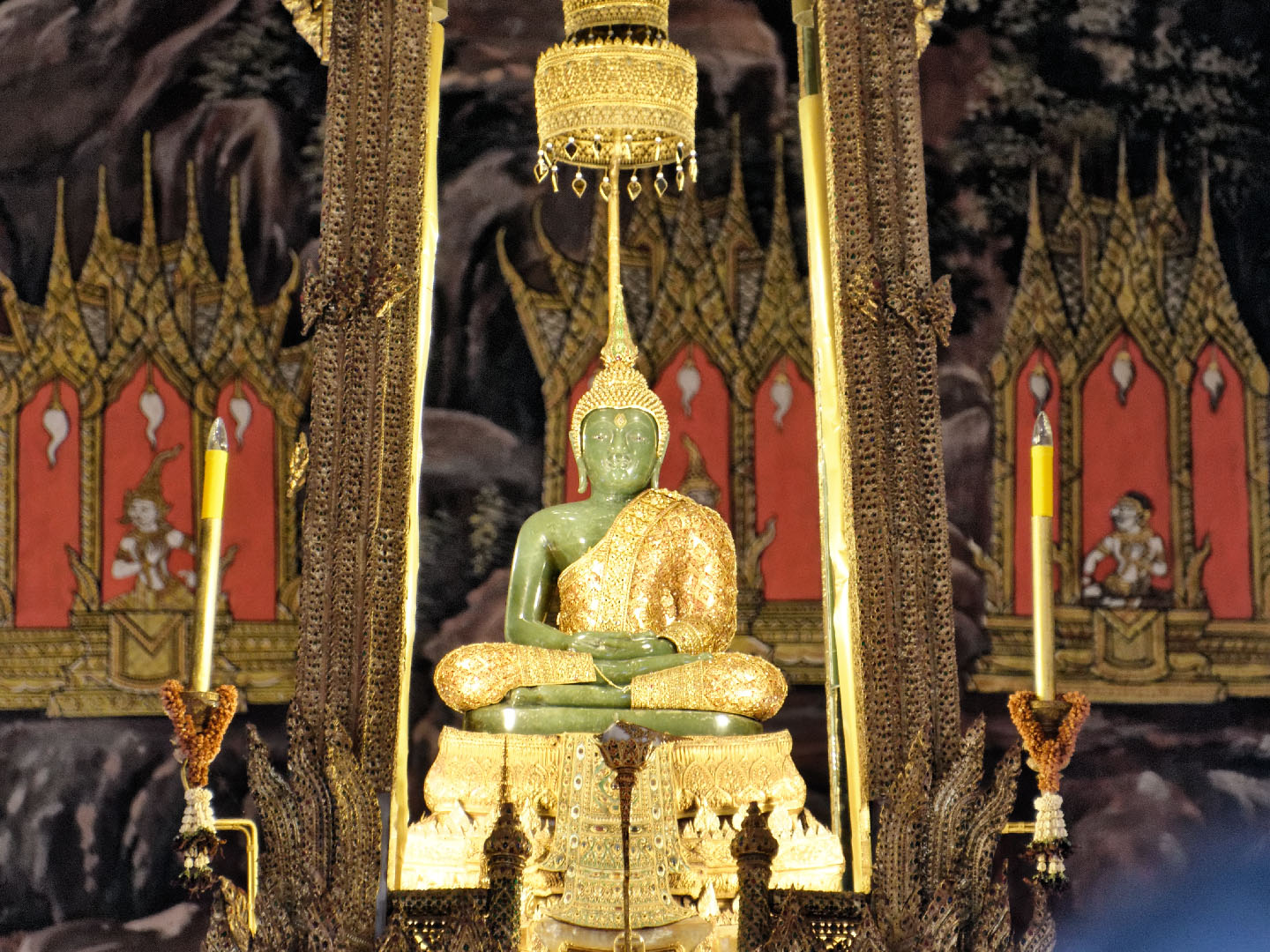
Изумрудный Будда. Таиланд

В Аютии был выработан свой стиль в скульптуре с названием школы Аютии. В этом стиле произошло слияние сукотайского и кхмерского стилей. Первым шагом к сложению школы Аютии было возникновение стиля «Утонга». В этом стиле изображали сидящих Будд с обнажённым правым плечом.
Самыми многочисленными произведениями аютинских скульпторов были стоящие Будды колоссальных размеров и лежащие Будды. В поздний аютинский период были популярны изображения Будды в королевских одеждах на богато оформленных орнаментом пьедесталах. К ним относится известный «Изумрудный Будда» 10-метровый высоты. Изумрудный Будда был выполнен из жадеита и украшен золотом. Эта статуя Будды Шакьямуни высотой в 66 см считается талисманом Таиланда. Она была обнаружена в 1436 году в Чиенграе в обломках пагоды, разрушенной молнией.
Событием в истории тайской скульптуры была отливка во времена Аютии в 1458 году 550 статуй Будды — по количеству его перевоплощений (джатак).

## Скульптура школы Тонбури и Бангкока

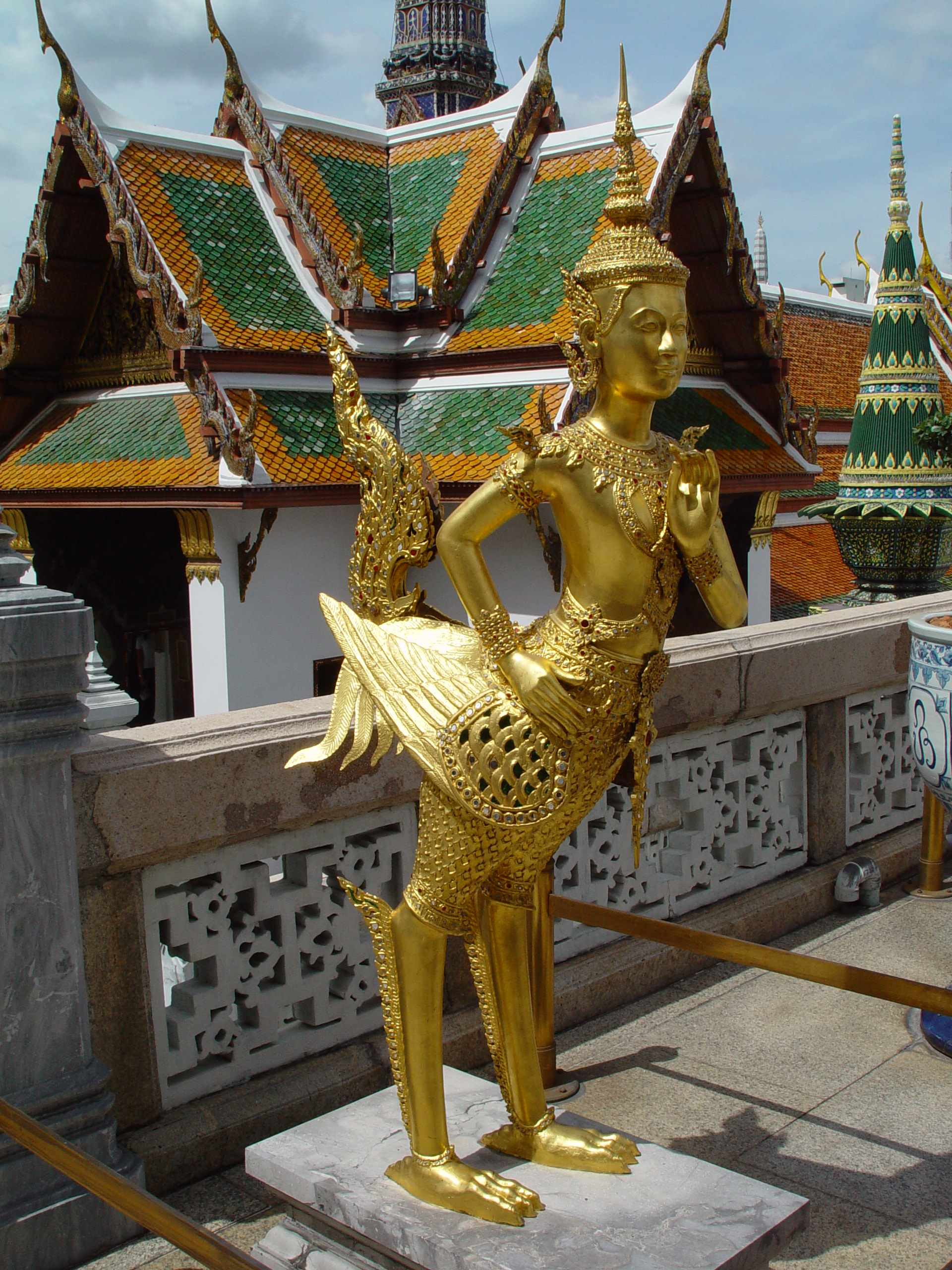
Статуя Киннары около храма Ват Пхра Кео, Бангкок (Таиланд).

Начало Бангкокского периода в тайской скульптуре отметилось подражанием скульптуре аютийской школы. Короли Таиланда проявляли заботу о сохранении национальных памятников. В Бангкок привозили статуи из ветхих храмов Сукхотаи, Аютии и др. Король Рама I привёз из Вьентьяна статую изумрудного Будды и создал ритуал её переодевания в одеяния, соответствующие разным сезонам. Переодевания проходили вначале дважды в год, потом — три раза. В храме Ват По скульпторами были созданы 152 мраморных барельефа с эпизодами из тайского национального эпоса «Рамакиана».

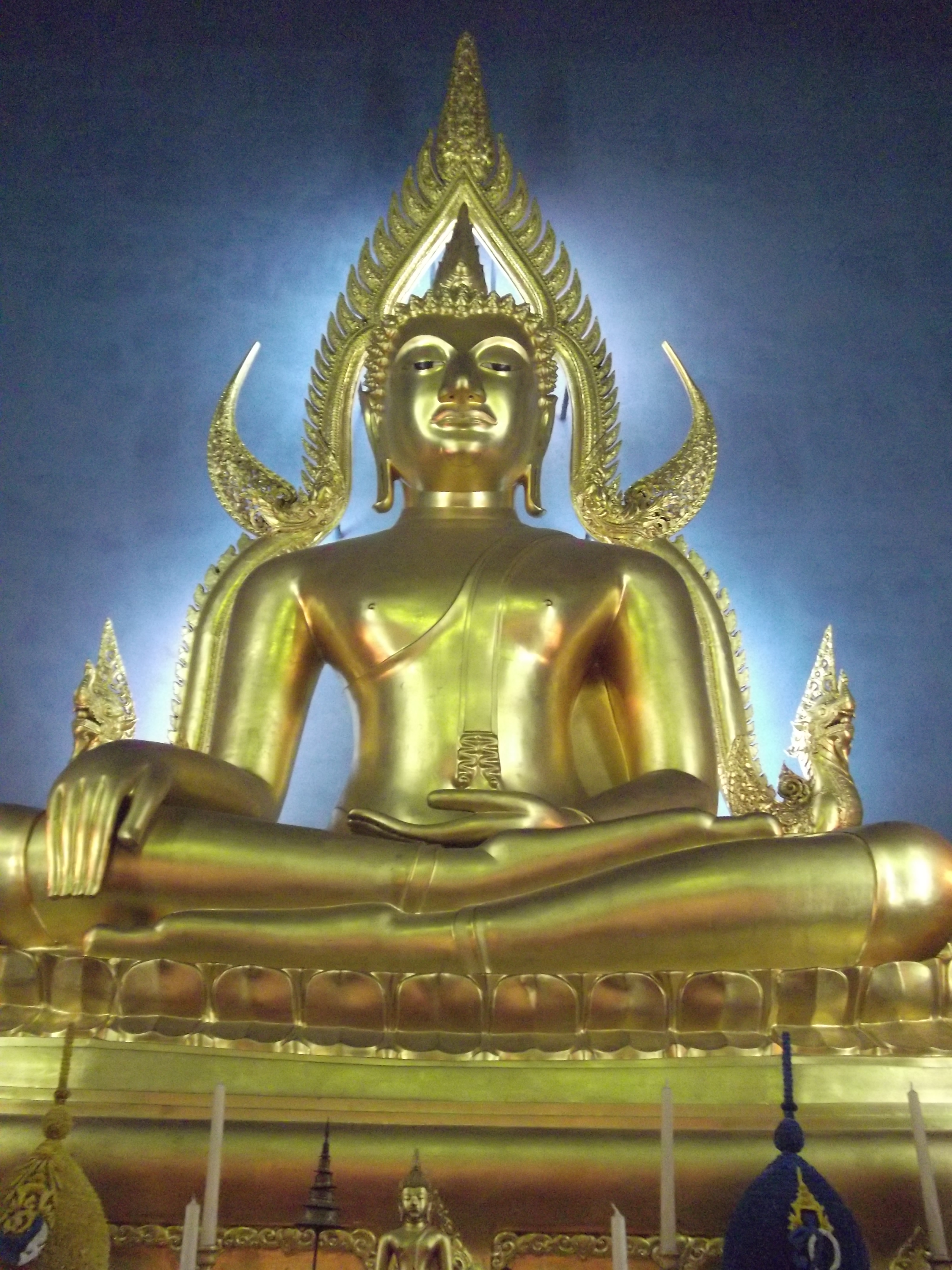
Будда в храме Ват Бенчамабопхит

Скульпторы этих школ изображают мифологических существ, поклоняющихся Будде, якщей, киннары, гаруд, животных. Ими скульпторы украшают стены и фронтоны зданий.
В храмах Ват Аруне, Ват Сутате появляются скульптуры военных и моряков в форме, музыкантов, играющих на лютне и др.
С периода правления Короля Рамы IV в Таиланде усиливается влияние западного искусства. Король Рама V способствовал возрождению стиля Сукхотаи, заказав в 1920 году для храма Ват Бенчамабопхит «Храм Короля Рамы V» в Бангкоке копию статуи Джинарача («Победоносный король») в стиле Сукхотаи XV века. У основания статуи расположен прах Короля Рамы V. В галерее храма вдоль стен находятся 52 копии скульптур Будды разных периодов и стилей.
«Стиль Сукхотаи» в скульптуре популярен в Таиланде и в настоящее время, считаясь вершиной национального искусства. В современном тайском обществе по-прежнему сохраняется потребность в изображениях Будды.

## Светская скульптура

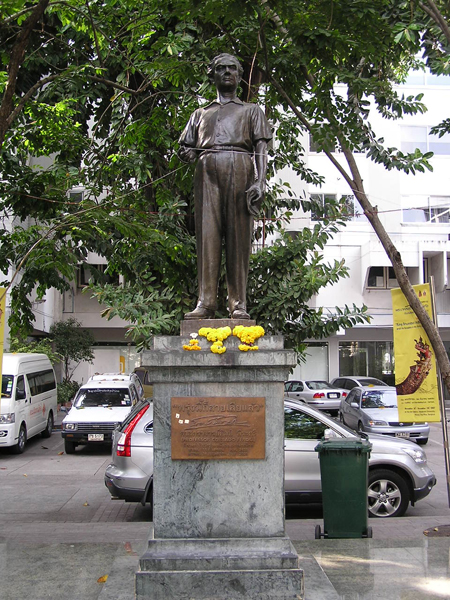
Статуя Силпа Бхирасри, основателя университета Синлапакон

11 ноября 1908 года в честь 40-летия восшествия короля на престол Короля Чулалонгкорна (Рама V) в Бангкоке была открыта бронзовая конная статуя короля Чулалонгкорна. Статуя установленная на каменном постаменте в центре Королевской площади в Бангкоке. Скульпторы Кловис-Эдмонд Массон (Clovis-Edmond Masson) и Жорж Сауло (Georges Saulo), Франция.
В провинции Прачуап Хири-хана в парке Lan Maharaj установлены бронзовые статуи королей Таиланда. В разных провинциях страны установлены памятники королям — от Рамы I до Рамы VII.

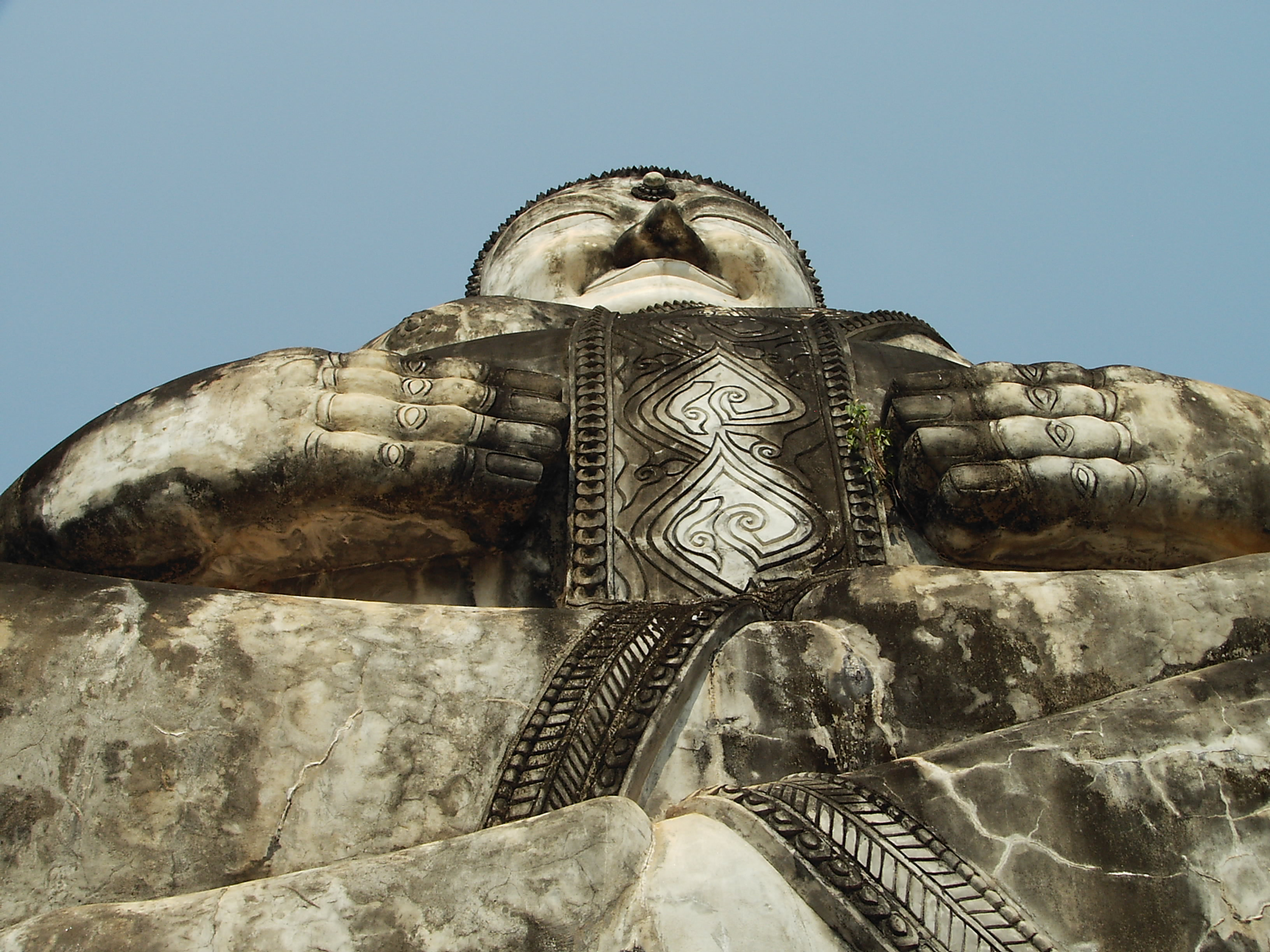
Скульптура Будды в парке Салакэуку

Основоположником современного искусства в Таиланде считается скульптор Силпа Бхирасри (1892—1962). Коррадо Ферочи учился в Академии изящных искусств во Флоренции. В 1925 году уехал в Таиланд преподавать скульптуру на факультете изящных искусств. В годы японской оккупации изменил имя и принял гражданство Таиланда. Силпа Бхирасри основал в стране художественную школу, ставшую позднее университетом Синлапакон.
Скульптором Силпы Бхирасри созданы: памятник Раме I на мосту Пхра-Путтха-Йодфа, Бангкок; памятник Раме VI у входа в парк Лумпини, Бангкок; статуя Будды в парке Пхуттамонтхон и др. В 1948 году Бхирасри начал проводить национальные художественные выставки Таиланда.
После Второй мировой войны в таиландском искусстве появился интерес к национальным традициям. Тайские скульпторы Кхиен Йимсири, Чамрыанг Вичиенгкет, Чит Риенпрача создали интересные произведения, сочетая традиции таиландской скульптуры с современными воззрениями в решении образов. Художники Члут Нимсама и Мисием Йип Инсой создали скульптуры, посвящённые жизни таиландской деревни. Интересны работы скульптора-анималиста Пайтуна Мыангсомбуна.
В середине 60-х годов реализм в творчестве скульпторов исчерпал свои возможности. В искусстве появились модернистские тенденции, в которых таиландские мастера стали подражать западным образцам. В этом направлении работали скульпторы Сукри и Вачарапон Итхи Конкакун.
В 1975 году на севере Таиланда в парке Салакэуку (Sala Keoku) был создан парк гигантских скульптур. Парк создан духовным лидером Луанг-пу Бунлыа Сулилат из Нонг Кхайя. В парке размещено более 100 скульптур высотой более 25 метров. Интересной является скульптуры Будды и «колесо жизни», на которой изображена жизнь человека от рождения до смерти. После смерти Сулилата в парке был построен павильон, представляющий собой большое трёхэтажное бетонное здание, купола которого имеют сходство с мечетью. На 3-м этаже павильона расположено большое количество артефактов, а также его мумифицированное тело.
В 2010 годах в Паттайе был открыт парк эротических скульптур. Автор скульптур, скульптор корейского происхождения Сонг Сео.

## Фотогалерея

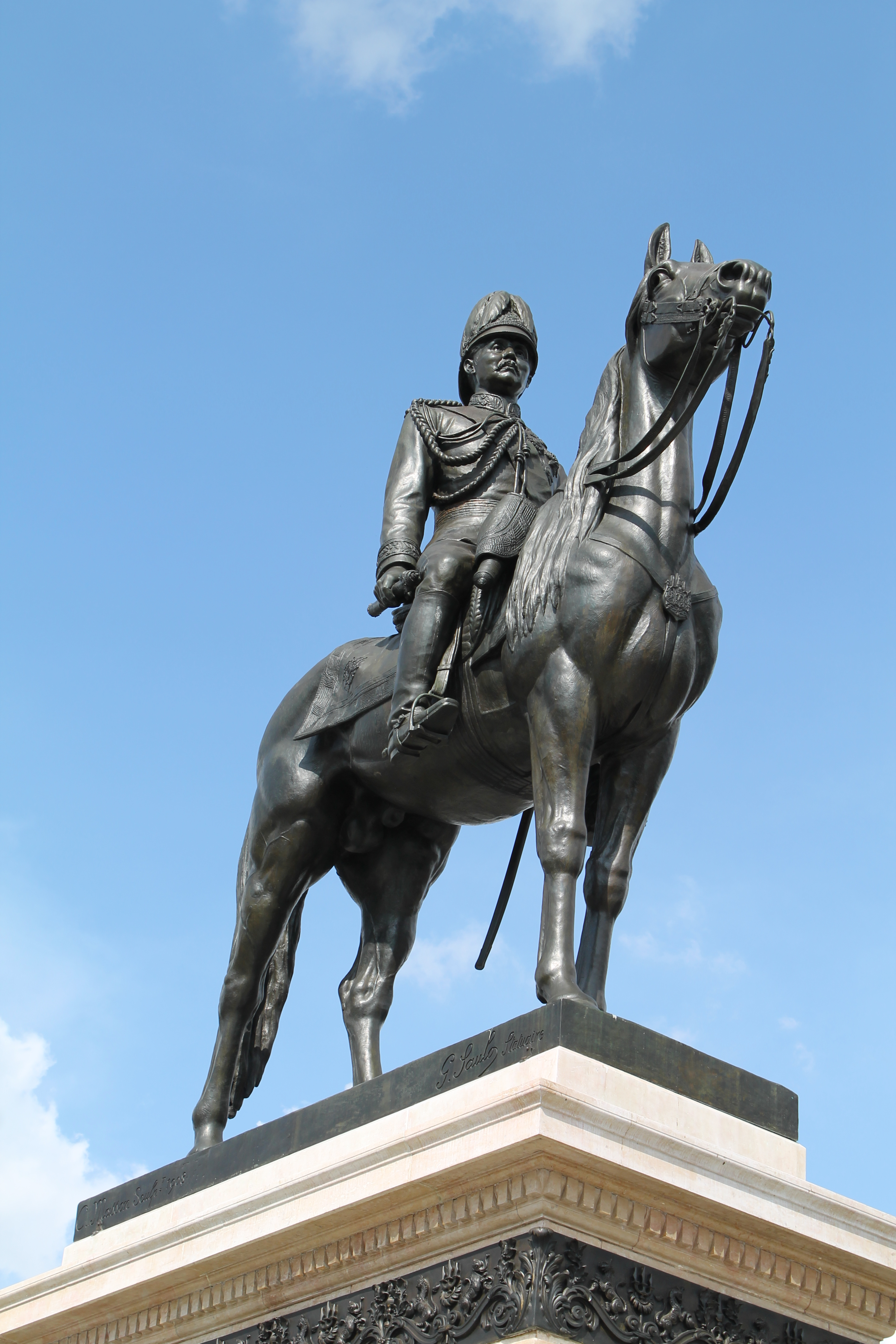
Конная статуя короля Чулалонгкорна
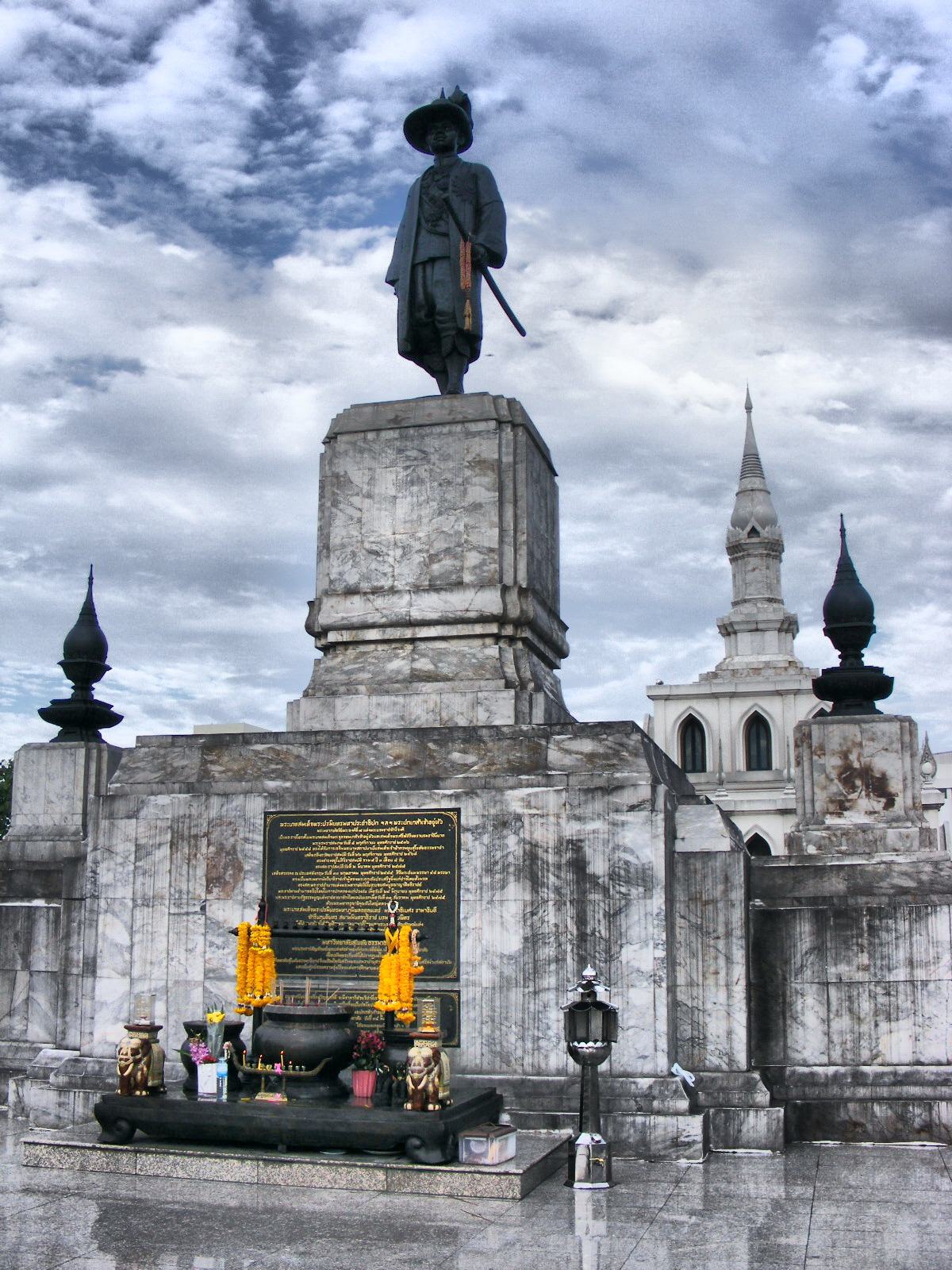
Статуя Короля Рамы VII
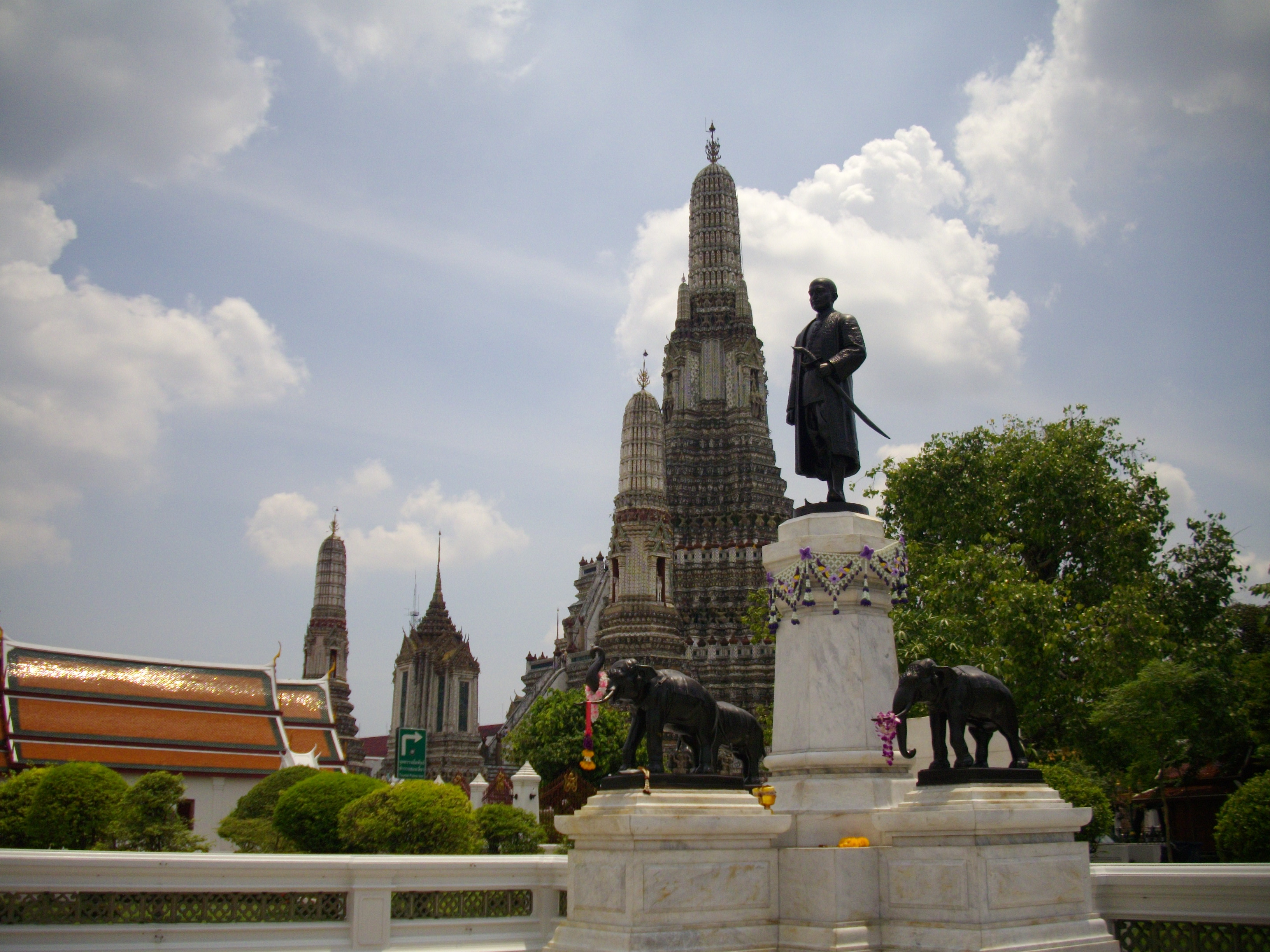
Статуя Короля Рамы II в Бангкоке
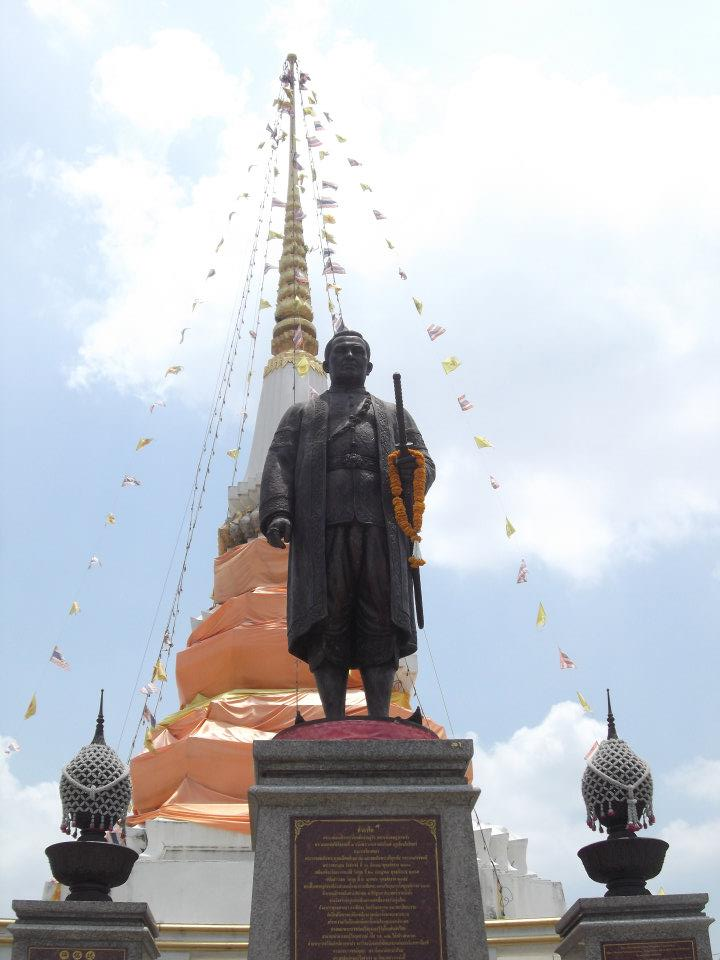
Статуя Короля Рамы III
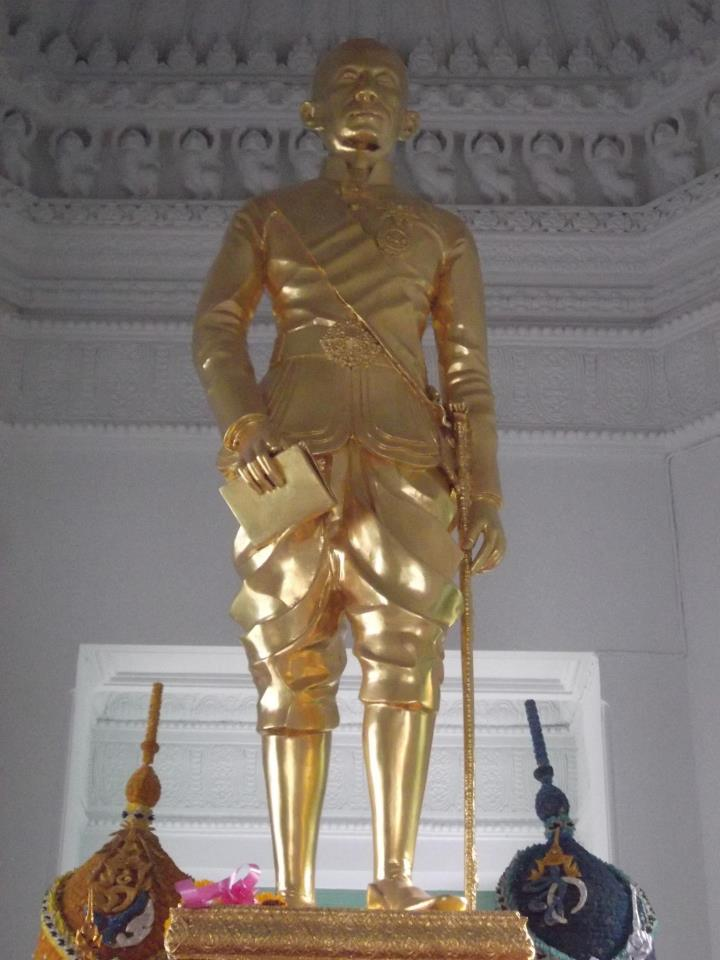
Статуя Короля Рамы IV
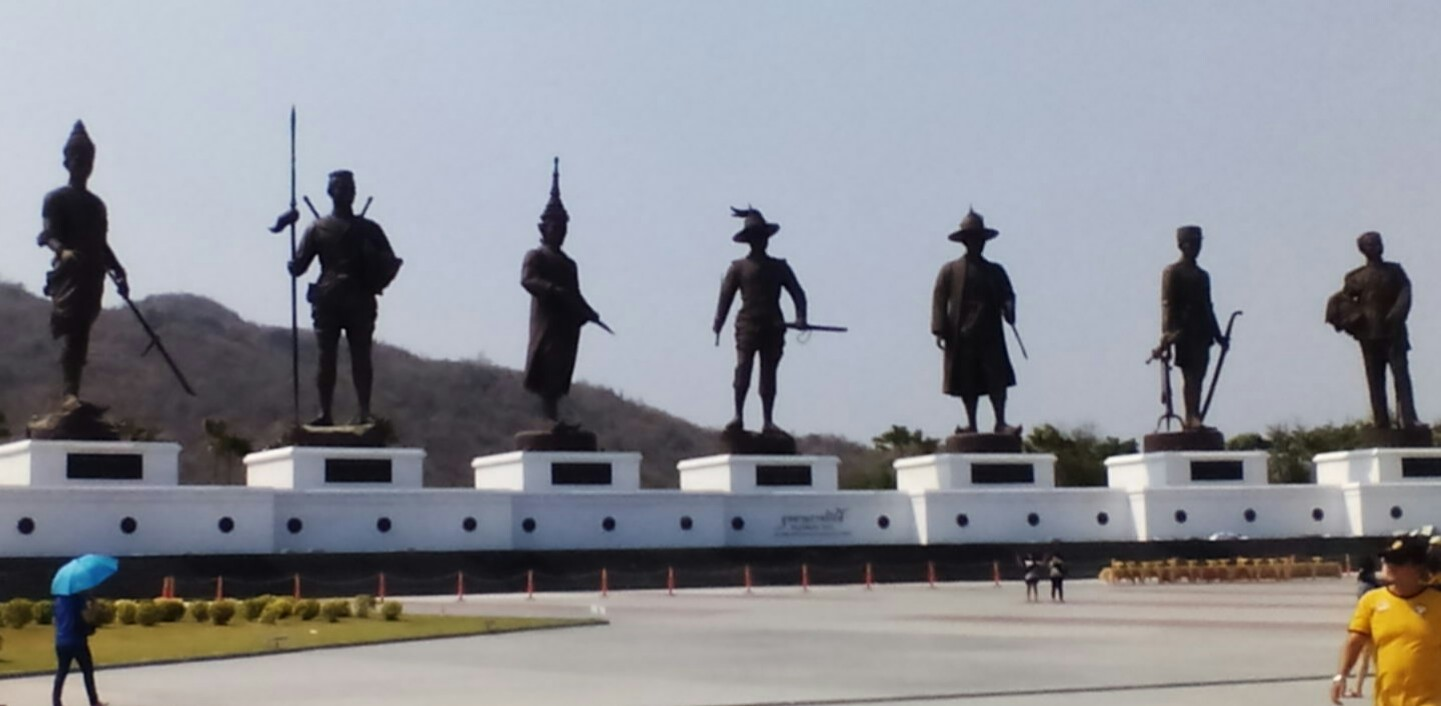
Памятники семи Великих Королей Таиланда
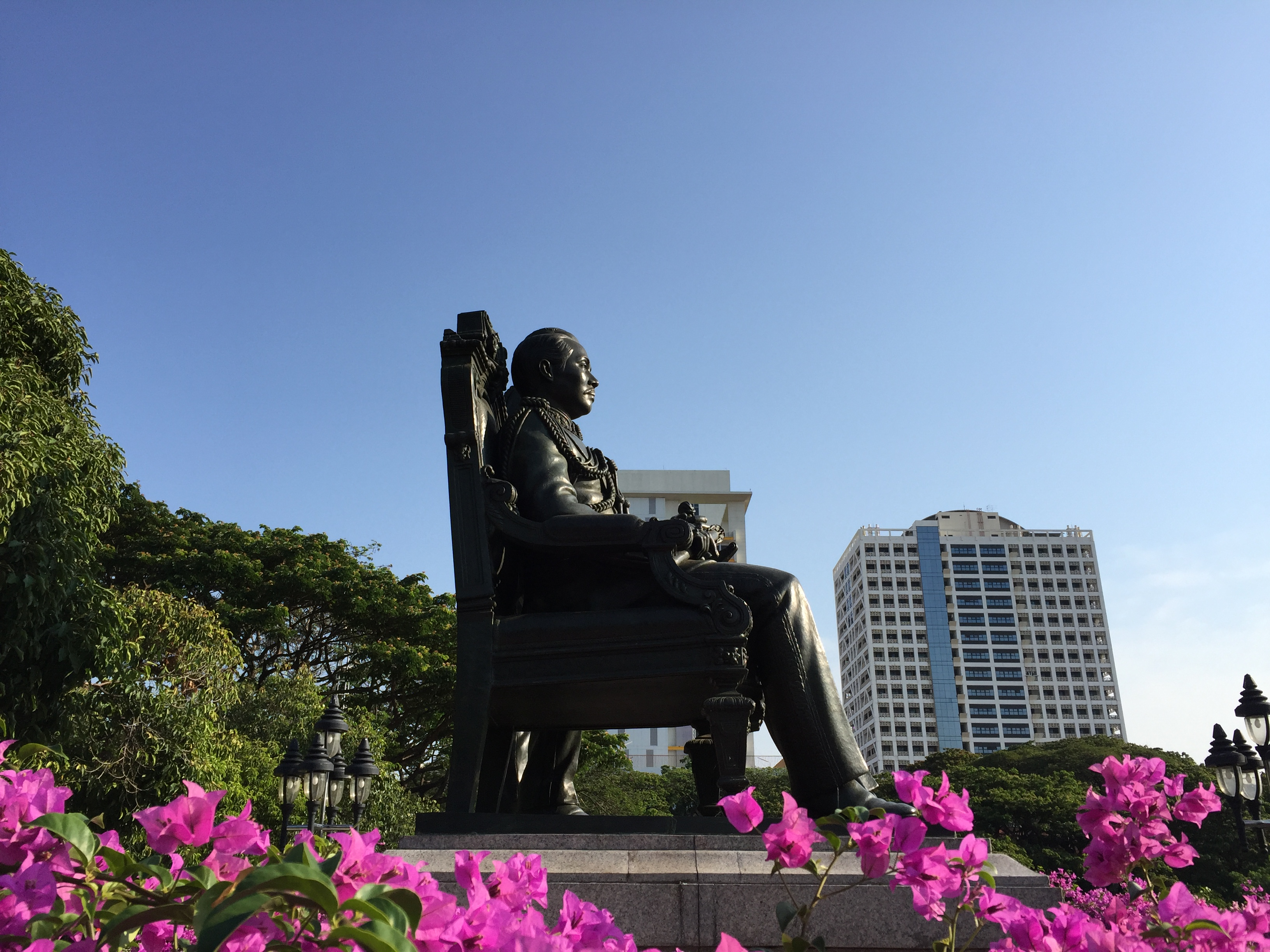
Статуя Короля Рамы V
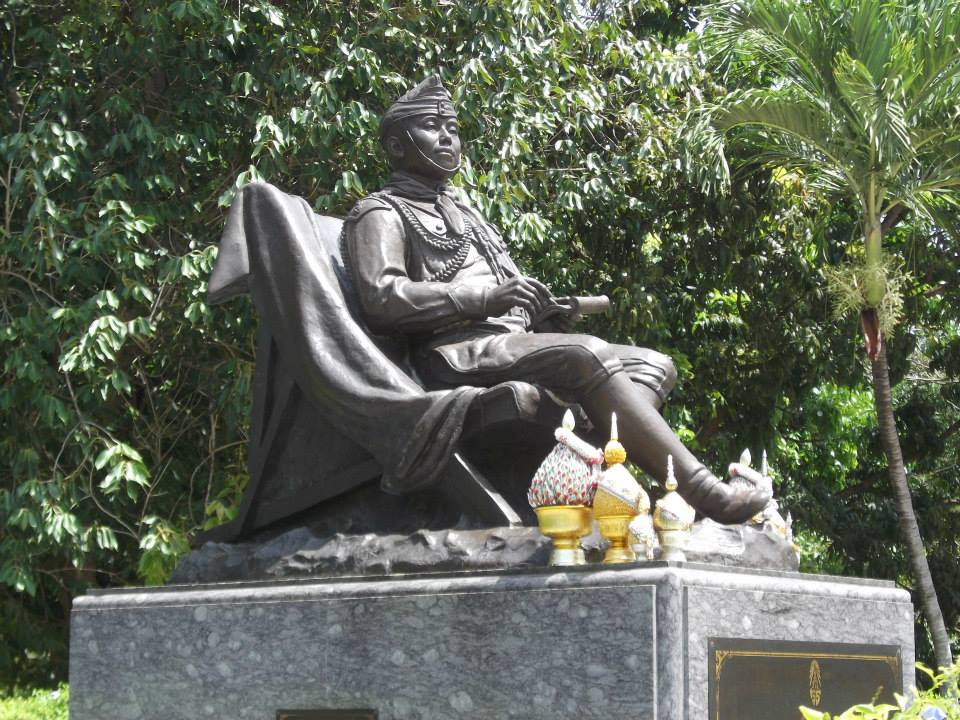
Статуя Короля Рамы VI
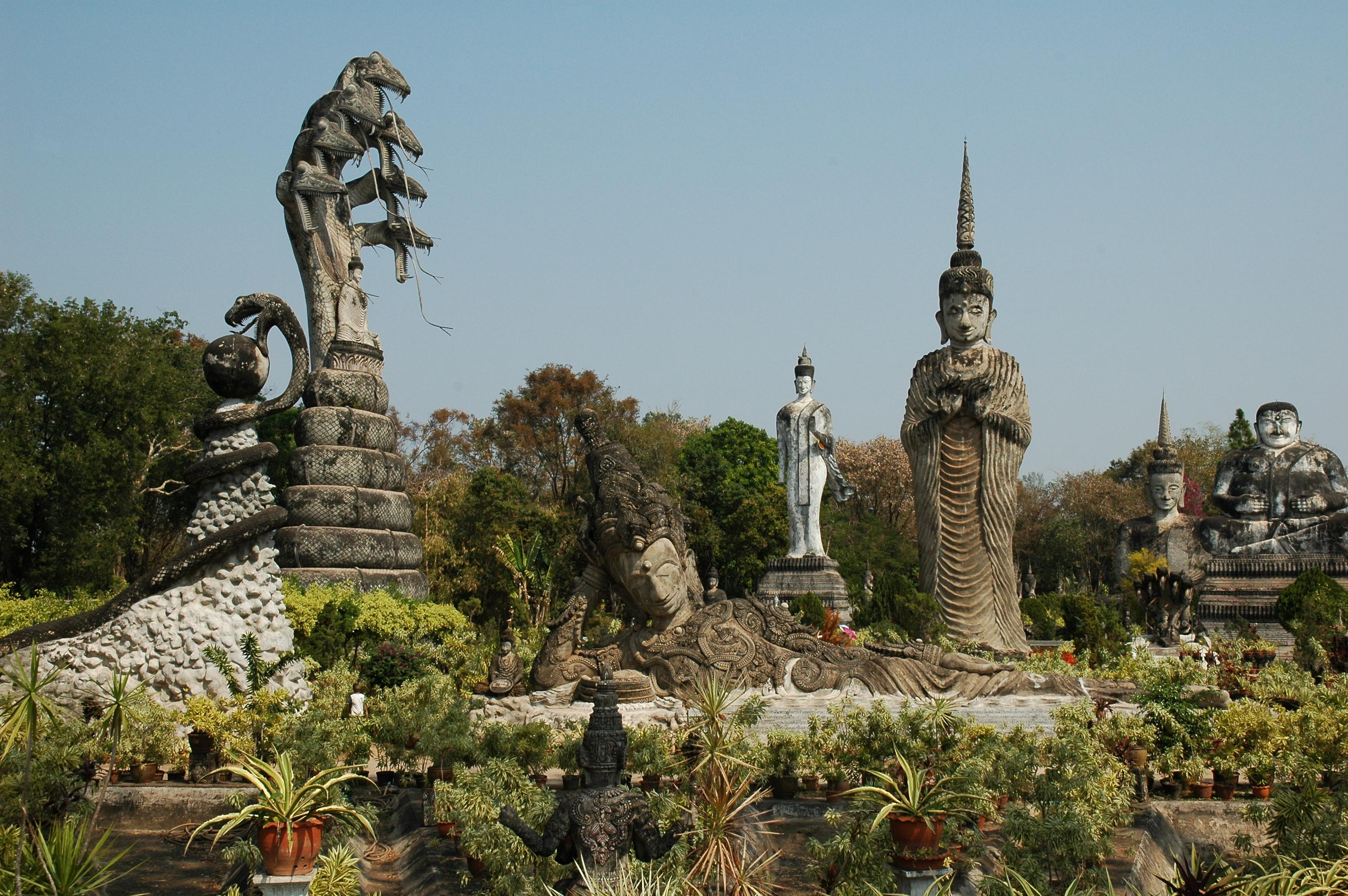
Скульптуры в парке Sala Keoku